# IND2番街線
IND2番街線（IND2ばんがいせん、英語: IND Second Avenue Line）は、アメリカ合衆国のニューヨーク・マンハッタンのイーストサイド・マンハッタンにある2番街の下を走るニューヨーク市地下鉄の路線である。この路線の最初の段階は、アッパー・イースト・サイドの3駅とともに2017年1月1日に開通した。もし予算が付けば、IND2番街線はさらに3段階に分けて建設され、最終的にハーレムの125丁目駅とロウアー・マンハッタンのハノーバー・スクエアを結ぶことになる。提案されている路線の全長は8.5マイル（13.7キロメートル）で16駅があり、1日56万人の乗客を見込み、170億ドル以上の建設費がかかる。
この路線はもともと1920年に、後にインディペンデント・サブウェイ・システムとなる大規模地下鉄拡張計画の一環として提案された。IND2番街線によって代替される見込みにより、並行して高架で走っていたIRT2番街線およびIRT3番街線はそれぞれ1942年と1955年に撤去されたが、IND2番街線の計画はいくつかの理由により中止されることになった。この路線の建設は最終的に1972年にプログラム・フォー・アクションの一環として開始されたが、1975年のニューヨーク市財政危機の影響により中断され、いくつかの短いトンネル区間が完成しただけであった。財務的に確実な建設計画の策定を受けて、2007年4月に建設が再開された。この路線の最初の段階は、96丁目駅、86丁目駅、72丁目駅および全長1.8マイル（約2.9キロメートル）のトンネルに44億5000万ドルを要した。96丁目駅から125丁目駅の第2段階区間の全長1.5マイル（約2.4キロメートル）には60億ドルがかかると計画されており、2027年から2029年頃に開通する見込みである。
第1段階区間は、Q系統の列車が終日運行されており、さらにラッシュ時には一部のN系統およびR系統の列車が走る。第2段階は路線北端の96丁目駅からハーレム125丁目駅までで、Q系統と一部のN系統の列車が125丁目まで延長されることになっている。第3段階は72丁目駅から南へロウアー・イースト・サイドにあるハウストン・ストリートまでで、完成すれば新しいT系統がハーレムからハウストン・ストリートまでの全線を運行することになっている。第4段階はさらにハウストン・ストリートからハノーバー・スクエアまで南に伸ばすことになっており、T系統の列車が全線を運行する。T系統はミッドタウンを縦貫してIND2番街線を運行することから、水色のラインカラーを与えられることになっている。

## 運行系統と範囲
IND2番街線をミッドタウン全体にわたって運行する系統は、水色に塗られることになっている。以下の系統がIND2番街線の一部または全部を運行している。

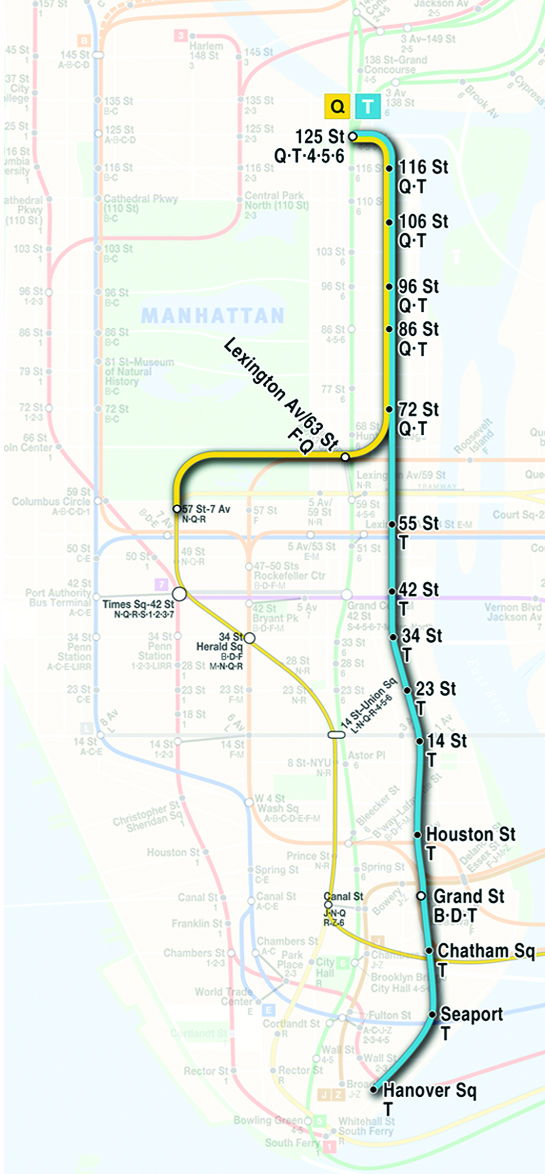

|  | 時間帯                     | 区間    |
|  | -------------------------- | ------- |
|  | ラッシュ時（一部列車のみ） | 第1段階 |
|  | 終日                       | 第1段階 |
|  | ラッシュ時（北行1本のみ）  | 第1段階 |

### 第1段階
IND2番街線の第1段階区間は、2017年1月に開通し、マンハッタンの2番街の下を65丁目から105丁目まで走り、駅は72丁目駅、86丁目駅、96丁目駅がある。全線にわたって複線であり、トンネルボーリングマシンで掘られた2本の単線トンネルに線路が敷かれており、すべての駅で線路間に島式ホームを備えている。96丁目駅の北では、2本の線路とも留置線として105丁目まで伸びている。
第1段階の一環として、IND2番街線は既存の63丁目線経由の連絡線を通じてBMTブロードウェイ線へとつながっている。Q系統とラッシュ時の一部のN系統、R系統がブロードウェイ線の57丁目-7番街駅から北へ運行し、63丁目線を走ってセントラル・パークの下で東へ向きを変える。ブロードウェイ線からの列車はここでレキシントン・アベニュー-63丁目駅に停車し、F系統の列車と対面乗り換えで連絡した後、65丁目付近でIND2番街線に合流する。この駅における連絡線は複線になっているが、2020年4月以降定期列車では使用されていない。63丁目線の北行の線路は、計画されている第3段階のトンネルよりも低い位置になっており、将来のIND2番街線と連絡線の間の立体交差に備えている。

### 延長計画
IND2番街線の長期計画では、北側のハーレム125丁目駅と、南側のロウアー・マンハッタンのフィナンシャル・ディストリクトにあるハノーバー・スクエア駅を結ぶ新しい8.5マイル（約13.7キロメートル）におよぶトンネルを建設する。全線にわたり複線となるが、21丁目から9丁目までの14丁目駅を含む区間は暫定的に4線区間となり、外側の2線は留置線となる。第4段階の完成後は、スパニッシュ・ハーレムやアッパー・イースト・サイドの住民は、2番街経由とブロードウェイ経由の2通りの方法でフィナンシャル・ディストリクトへと行く公共交通手段を有することになり（ただし、ブロードウェイ経由は各駅停車に乗換が必要である）、さらにQ系統に乗ればマンハッタン橋を渡ってブルックリン区へも行くことができる:5B·19。
追加で、63丁目・1番街に存在する準備工事を利用して、2番街線のロウアー・マンハッタン方面線路と63丁目線のクイーンズ方面線路を連絡する複線の連絡線も計画されている。現状の計画では、この連絡線を通る定期列車はないが、その代わりに回送列車の運行に用いられる予定である:7。INDクイーンズ・ブールバード線の容量が増強されるか、クイーンズのバイパス線が建設されれば、フィナンシャル・ディストリクトからクイーンズへの列車をこの連絡線を通じて走らせることができるようになる。クイーンズから63丁目トンネルを経由して運行する列車が設定されれば、63丁目よりも南側のIND2番街線の線路の容量をすべて使うことができるようになる。全線が1時間に30本の列車を運行できるように設計されているが、ハノーバー・スクエア駅の終点のみは1時間に26本の列車処理能力である。63丁目より北側は、Q系統に1時間14本、T系統に1時間に14本を割り当てて、合計1時間に28本を運転する計画である。63丁目より南側では、T系統により1時間に14本のみが計画されているが、将来63丁目トンネル経由で1時間に12本が運転される可能性がある:5B·20。2004年のIND2番街線に関する計画では、125丁目駅より北側に2番街の下を将来ブロンクスへ延伸できるように、また南側でもブルックリンへ延長できるように、短い線路の区間を建設することになっている:11, 12。
IND2番街線の運行に必要な追加の330両の車両を留置するために、本線に沿って21丁目から9丁目まで留置線が建設される。ブルックリンのサンセット・パークにある36丁目-38丁目車両基地も改修されることになる:26。
IND2番街線のキロポストに示される記号は"S"である。2004年の最終環境影響評価に示された配線図によれば、125丁目駅以外はすべて2本の線路と1本の島式ホームを持つことになっている。72丁目駅と125丁目駅は、当初は2本のプラットホームに3線を備えた駅として着想されていた。72丁目駅は最終的に、費用削減のために島式ホームと2線を備える駅に縮小された。72丁目駅が3線になっていれば、ブロードウェイ線からの列車が2番街線本線の列車を妨げずに途中駅で折り返すことができたり、工事用列車や非営業列車の運行に柔軟性を増したりすることができていた:20。2018年7月に、MTAが列車本数を捌くためには2線の終点でも十分であると確定し、また3番目の線路を建設すれば周囲の建物に不必要な影響が及ぶとして、125丁目駅も1面2線の駅へと縮小された:13。

## 歴史

### 初期の取り組み

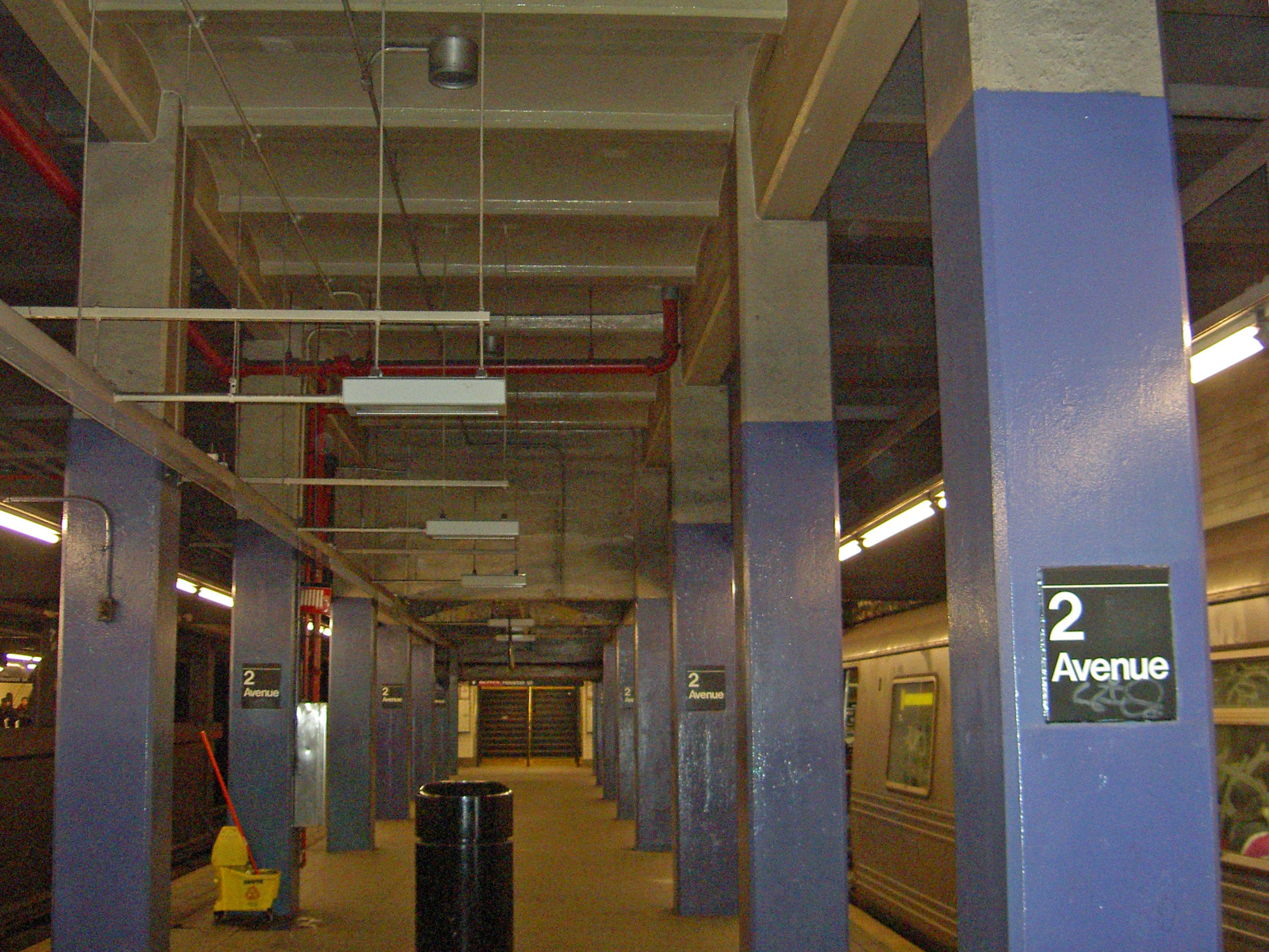
2番街駅において2番街線が通過する予定であった空間

第一次世界大戦後、ニューヨーク市地下鉄では乗客が急増していた。戦争の7年前には年間乗客数は5億2300万人であったのに対し、1920年には13億人に達していた。1919年にニューヨーク公益事業委員会は、技術者のダニエル・L・ターナーの指示により、ニューヨークの公共交通機関網にどのような改良が必要とされるかの検討を開始した。ターナーの「総合的な高速交通網の提案」という題の最終報告書は大規模な計画で、マンハッタンのほぼすべての南北の通りの下に新線を設け、何本もの線をブルックリンとクイーンズに延長し、ザ・ナローズをくぐってスタテンアイランドへも何本かの路線を伸ばすことになっていた:22–25。計画の中でも、2番街の下にある大規模な幹線は少なくとも6本の線路を有し、ブルックリン、クイーンズ、ブロンクスにおいて数多くの支線を有していた。これと引き換えに、高架鉄道のIRT2番街線とIRT3番街線は、6線の地下鉄建設スペースを生み出すために解体されることになっていた:203。この計画は1927年1月に改訂された。
1929年9月15日にニューヨーク市運輸委員会は暫定的に拡張計画を承認し、計画では土地の買収費用を含めずに9890万ドル（2019年の価値にして14億6000万ドル）の建設費を2番街線について見込んでいた。北側では、ブロンクスにおいて数本の支線が合流して本線の4線となり、ハーレム川を渡って125丁目から南へ向かう。125丁目から61丁目のIND6番街線との連絡線までは6線となり、そこからチェンバーズ・ストリートまでは4線（複々線）、そして最終的に2線となってパイン・ストリートへ向かう。しかしこの年世界恐慌が始まり、高騰する建設費用を管理しきれなくなった。インディペンデント・サブウェイ・システムの建設の第1段階は既に予定工期より遅れており、市と州はこれ以上予算を供給できなくなった。1930年にはこの線の計画は縮小され、125丁目からハウストン・ストリートまでは1940年までに完成させ、34丁目に沿った支線は1948年までに完成させることになった。この縮小された計画は1931年に延期された。1932年には、運輸委員会はさらに費用を削減するために計画を変更し、ブロンクスの支線を減らし、南側の終点をBMTブルックリン・ループまでに短縮した:204–205。
さらに計画が改訂され、検討も続けられた。1939年には、2番街駅の上部の短い区間を完成させただけで、建設は無期限延期された。IND2番街線は、「構想中」段階に格下げされ、運輸委員会の重要運輸プロジェクト一覧の14番に位置付けられた。路線は2本の線路にまで削減され、北側の支線はスロッグス・ネックを通る1本のみに、マンハッタンではBMTブロードウェイ線への連絡線、そして南側への線路はブルックリンでコート・ストリート駅からINDフルトン・ストリート線へと通じることになった:205。この路線の推定建設費は2億4900万ドル（2019年の43億3000万ドルに相当）に上昇した。アメリカ合衆国が1941年に第二次世界大戦に突入したことで、もっとも緊急の公共事業以外は休止されたため、IND2番街線はさらに遅れることになった。

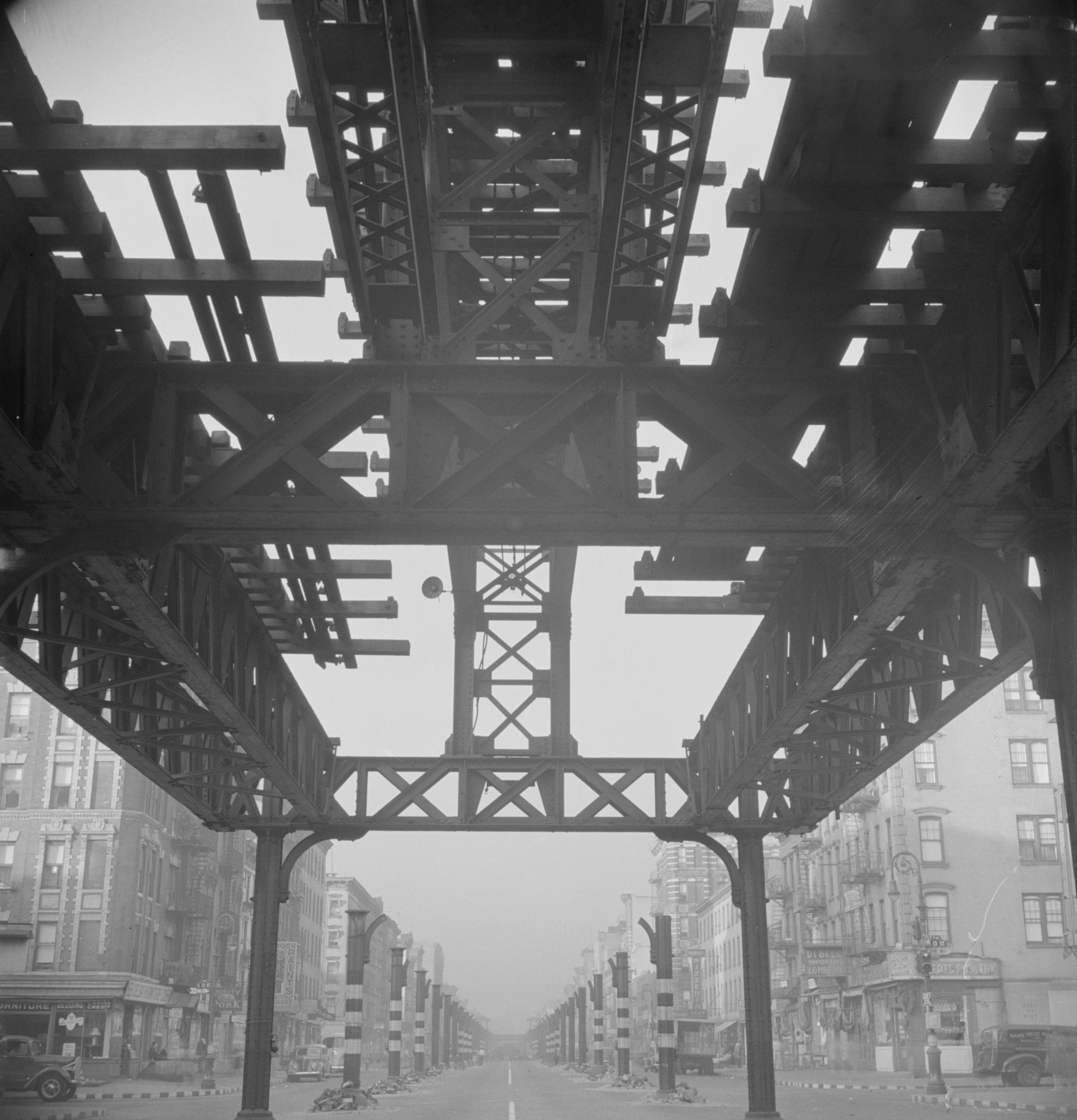
IRT2番街線は1942年9月に撤去された。この写真は13丁目から南を向いて1番街を写している。

ニューヨーク市地下鉄を形成した3つの地下鉄会社が1940年に合併したことの一環として、高架鉄道線は全市に渡って廃止し地下鉄に置き換えられることになった:205–206。アッパー・イースト・サイドやスパニッシュ・ハーレムを通るIRT2番街線の北側半分は1940年6月11日に廃止された。ロウアー・マンハッタン、ミッドタウンを通りクイーンズボロ橋を渡ってクイーンズへと向かう南側半分は、1942年6月13日に廃止された。2番街高架線の廃止により、マンハッタンのイースト・サイドへ直通する列車のなくなったクイーンズのBMTアストリア線、IRTフラッシング線の混雑が激化した:208。高架鉄道線の廃止と、イースト・サイドにおける人口の増加により、IND2番街線の必要性が増すことになった。
1944年に運輸委員会の責任者フィリップ・E・ファイファーは、Bディビジョンに大規模に直通するような2番街線地下鉄列車の提案を行った:209–210。地下鉄線は当初は1951年までに開通することになっていたが、1945年までには2番街線地下鉄の計画は再度見直された:210–211。1947年に都市計画技術者でかつてのインターボロー・ラピッド・トランジット (IRT) の技術者であったコロネル・シドニー・H・ビンガムが別の計画を提案した。オドワイヤーとグロスは、既存の路線網の容量を増大させ新たな支線網を建設できるようにするために、2番街線地下鉄の建設が非常に重要だと考えていた:209。ビンガムの提案はファイファーの計画に比べて多くの支線や連絡線を含むもので、1960年代や1990年代の段階的な構想と似て、区間別に建設されることになっていた:209。しかし、翌年にはニューヨーク市は、8億ドル必要であるとされた修復改良計画に対して1億4500万ドルの不足を生じていた。ニューヨーク市はニューヨーク州議会に対し、市が地下鉄建設に5億ドルを投じられるよう、6億5500万ドルとされていた債務上限額を引き上げるように請願したが、この提案は却下された。

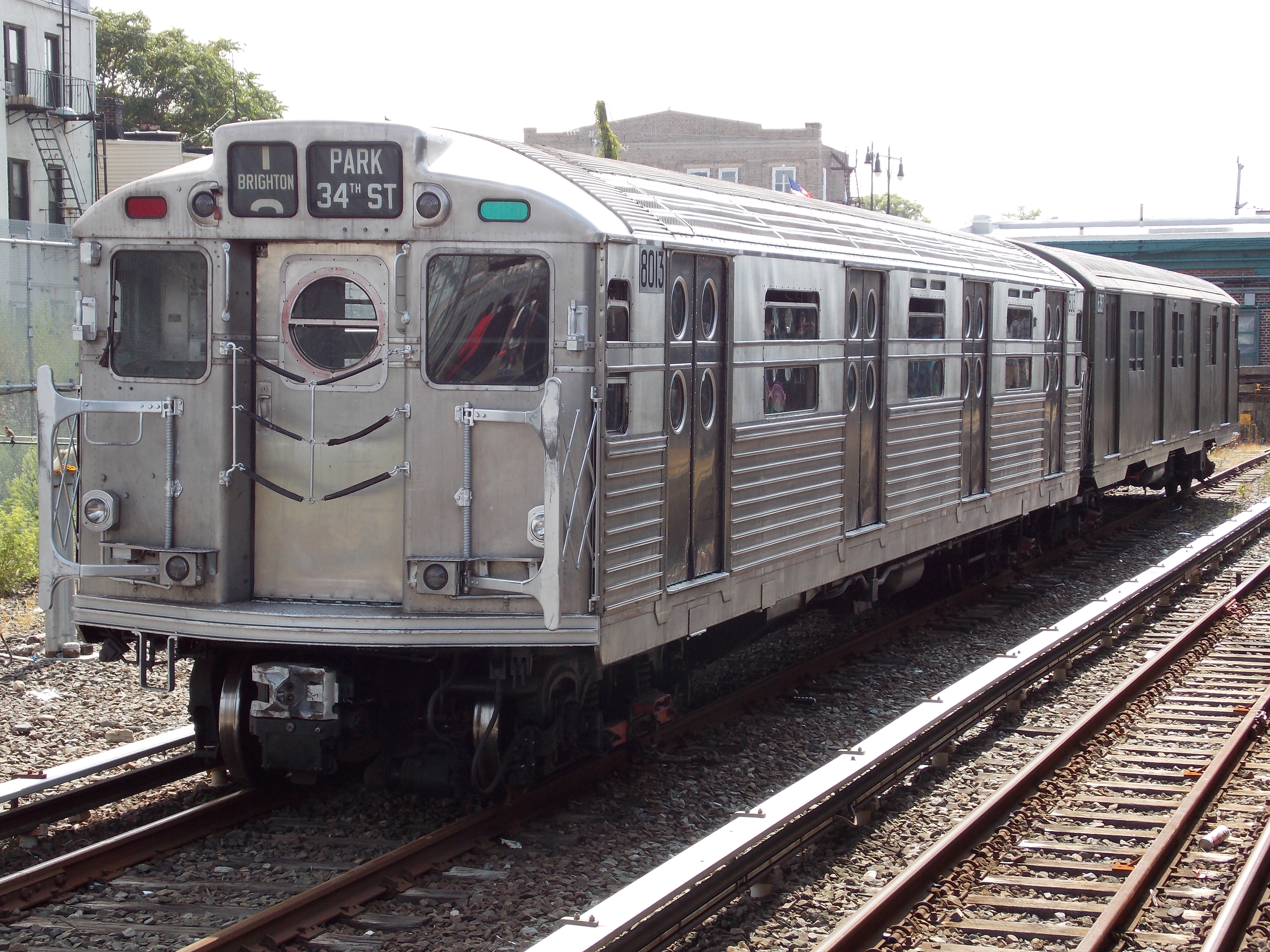
R11形のうち10両は2番街線用に製造された。

そして運輸委員会はバッドに10両のステンレス製車両の新型プロトタイプを発注した。契約番号にちなんでR11形と呼ばれるこれらの車両は、1949年に納入され、特に2番街線用を意図されていたものであった。この車両は1両当たり10万ドル（2019年の価値に換算して107万ドル）の費用が掛かり、10両編成で「100万ドル列車」として知られるようになった。この形の電車は、舷窓タイプの丸窓と新しい車内放送システムを特徴としていた。当時の公衆衛生への関心、特に急性灰白髄炎（ポリオ）の問題から、殺菌のために静電気式エアクリーナーと紫外線ランプを換気システムに組み込んでいた。
1949年になり、クイーンズおよびロウアー・マンハッタンの住民は、2番街線を建設しても自分たちにとっては公共交通手段の選択肢が改善されないと不満を訴えた。翌年、クイーンズからの連絡を含んだ改定案が立案された。ニューヨークの有権者は、1951年にこの建設のための市債発行を承認し、市は何とか建設に必須となる5億5900万ドルの資金調達に成功した。しかし、当時進行中の朝鮮戦争により建設資材価格の急騰を招いており、酷いインフレーションが始まろうとしていた。1951年の市債発行によって調達された資金は新車の購入、プラットホームの延長、老朽化しつつあるニューヨーク市地下鉄の部品の保守作業などに振り向けられた。5億ドル以上の市債発行額のうち、22パーセントの1億1200万ドル（2019年の11億ドルに相当）のみが2番街線に振り向けられた。この時点で建設は1952年から1957年の時期に開始されることになっており、もっとも早ければ1958年に完成することが見込まれていた。
この地域で唯一の高架線となっていた、IRT3番街線は1955年5月13日に廃止され、1956年に解体撤去された。IRTレキシントン・アベニュー線がイースト・サイドにおける唯一の地下鉄となって、混雑の激化を招いた。1957年までには、1951年の市債発行額はほとんど完全に他のプロジェクトによって使われ:216、ニューヨーク・タイムズ紙は、今までに建設された2番街線に絶望した。ある記者は「2番街線は、間違いなくさらに5億ドル以上がかかり、新たな債券発行が必要だろう」と書いた。

### 1970年代の建設

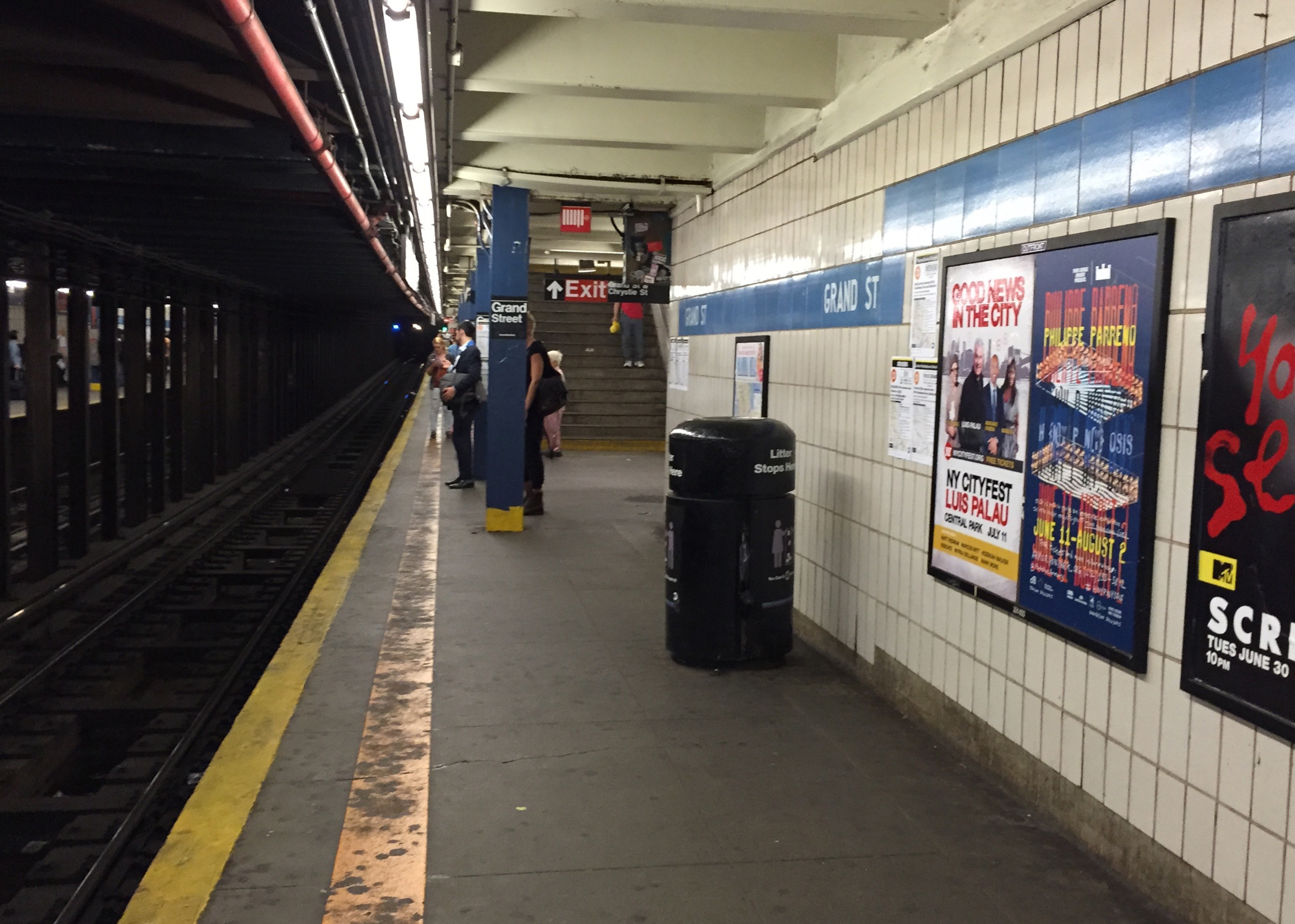
グランド・ストリート駅はクリスティー・ストリート連絡線の一環として建設され、当初は2番街線と対面乗り換えができるように構想された

1960年代初頭、イースト・サイドの開発が進展し、レキシントン・アベニュー線はさらに混雑するようになった。1962年にマンハッタン橋、ウィリアムズバーグ橋とIND6番街線を結ぶ連絡線の建設が開始された。この区間はクリスティー・ストリート連絡線と呼ばれ、1947年に2番街線の南端として最初に提案されたもので、マンハッタン橋とウィリアムズバーグ橋へと列車を流すものであった。1967年11月に開業した時点で、この連絡線にはIND6番街線の一部としてグランド・ストリート駅があり（1968年7月に57丁目駅も開業）、地下鉄の歴史の中でももっとも大きな運行系統の変更が実施された:216–217。クリスティー・ストリート（2番街の南端）の下に位置するグランド・ストリート駅は、6番街線と2番街線の対面乗り換えができるように設計された。
これとは別に、1967年に住民投票により25億ドル（現在の価値で191億6900万ドル）の運輸債券発行が承認され、このうち6億ドル（現在の価値で46億100万ドル）以上が1968年のプログラム・フォー・アクションを含むニューヨーク市のプロジェクトに充てられることになった。市は1964年都市大量輸送交通機関法による2500万ドルの補助金を当初の建設用に確保した:219。プログラム・フォー・アクションでは、2番街線を2段階に分けて建設することを提案していた。第1段階は34丁目以北で、第2段階はそれ以南である。34丁目からブロンクスまでの2番街線プロジェクトは、最高の優先度を与えられた。しかし、この路線のマンハッタンでの途中駅は既存路線に比べて間隔が長くなっており、議論を招くことになった:37。2番街線は、「ロウアー・イースト・サイドの低中所得者層向け高層住宅とスラムを避けた金持ち用の急行列車である」と批判されることになった:218。この批判に応えて、MTAは72丁目と96丁目の駅を追加することになった。MTAは「コップの取っ手」と呼ばれる、ロウアー・イースト・サイドの中心部に達する支線の計画を発表した。IND6番街線の2番街駅付近で分岐し、ハウストン・ストリートを東へ走り、アベニューCで北へ曲がり、14丁目で西へ曲がってBMTカナーシー線へとつながる。
このプロジェクトに向けて、連邦および州からの資金が確保された。1972年3月に、プロジェクトの概要環境調査によれば、34丁目から126丁目までの区間の総工費は3億8100万ドルと見積もられた:1。1972年6月に、都市大量輸送交通機関法により2500万ドルの補助金がこの区間の建設に充てられると発表された。MTAはこの路線の北側区間のために連邦の資金を2億5400万ドル要求した。予備的な推計によれば、路線の南側の区間の建設費は4億5000万ドルと見積もられた。
99丁目から105丁目の区間のトンネルの一部が1972年10月に着工された。スパニッシュ・ハーレムにある110丁目から120丁目の2番目の区間は1973年3月に着工した。1973年10月25日にチャイナタウンの区間、マンハッタン橋の下のキャナル・ストリートとディビジョン・ストリートの間について、キャナル・ストリート側で工事に着手した。4番目の区間として、イースト・ヴィレッジの2丁目から9丁目の間で1974年7月25日に着工された。合計すると、1970年代の2番街線の工事は27ブロックに渡った。
ニューヨーク市は間もなく、1970年代初めの停滞した経済と、市民が大規模に郊外に移住していったことの影響で、それまででもっとも差し迫った財政危機に見舞われることになった。地下鉄網は既に衰退しつつあった。乗客数は1947年以来40パーセント減少しており、MTAへの2億ドルに及ぶ補助金と1952年の運賃値上げをもってしても、地下鉄網の基本的な維持費すら賄えず、ましてや2番街線のような大規模拡張プロジェクトを賄えなかった:52。1971年に計画が最終確定した時点で、2番街線は1980年までに完成することになっていたが:38、2年後には、完成は2000年と予想されるようになった:52。1974年10月、MTA会長のデービッド・ユニチは、42丁目以北の完成は1983年に、以南の完成は1988年に延期されたと発表した。1974年12月13日、ニューヨーク市長のエイブラハム・ビームは、51億ドルに及ぶ資金を2番街線建設からクイーンズにおける新線建設および急速に老朽化しつつあって喫緊に修理の必要があった既存のインフラストラクチャーの近代化に振り向ける6年間の交通網建設計画を発表した。ビームは1975年9月に路線の建設中断命令を出し、これによりすぐ2丁目から9丁目の区間の建設は中断され、路線建設に他の資金も割り当てられなかった。クリスティー・ストリート連絡線以外では、トンネル3区間のみが完成しており、これらのトンネルは封印された。
ニューヨーク市地下鉄が発足以来の最低の時期であった1978年に、州の会計監査役のアーサー・レヴィットはこの路線を完成させる計画はないと発言した。1980年代中、2番街線の計画は停滞した。63丁目線の建設は続行され、IND側の区間は1989年に開通してクイーンズ側のロングアイランドシティにある21丁目-クイーンズブリッジ駅まで延長されたが、2番街線への連絡線は含まれなかった。この完成しなかったことについて、1981年以来地下鉄利用者の擁護者をしていたジーン・ルシアノフは、「ニューヨークで建設されずに来たもっとも有名なものであり、みんなが懐疑的であって、それは正しい。強く約束されていながら決して開通しない」と述べた。

### 1990年代の計画

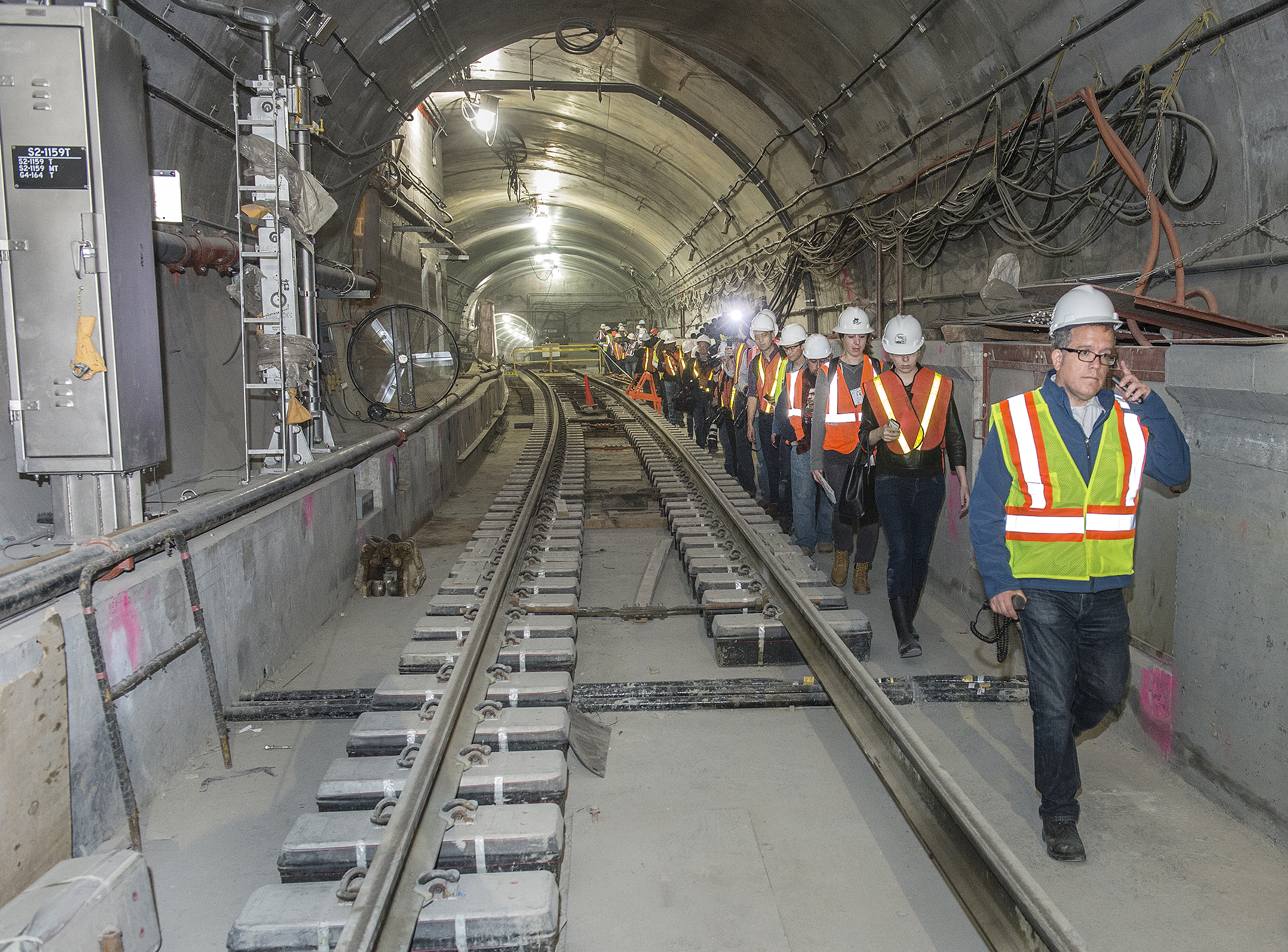
BMT63丁目線との線路の分岐点、72丁目の南側

1990年代にニューヨーク市が経済的および財政的に回復したことを受けて、2番街線の建設を完成させようとする努力が復活した。セントラル・パークより東側を走る唯一の地下鉄幹線であるIRTレキシントン・アベニュー線の輸送量が増加し、容量と安全の問題が出てきたことから、2番街線の必要性が示された。複々線のIRTレキシントン・アベニュー線は、1955年に3番街高架線が廃止されて以来、アッパー・イースト・サイドとスパニッシュ・ハーレムにとっては唯一の都市鉄道の選択肢となっており、アメリカ合衆国で最も混雑する地下鉄路線となっていた。2015年にはレキシントン・アベニュー線の利用者は1日平均130万人に達し、これはアメリカ合衆国で利用者数が2番目の地下鉄網であるワシントンメトロの1日の総利用者数より多く、またサンフランシスコのバートとボストンのマサチューセッツ湾交通局の合計の1日利用者数よりも多い。地域のバス網も1日の様々な時間帯で同様に混雑しており、レキシントン・アベニュー線と並行するM15ローカル系統およびM15セレクトバスサービスは2016年の平日1日あたり46,000人の利用があり、年間1450万人に相当することになる。
1991年には、当時のニューヨーク州知事のマリオ・クオモは2番街線の計画の見直しと設計のために2200万ドルを割り当てたが、2年後、予算削減に直面したMTAはこの資金を資本予算から削減した。1995年にMTAは大規模投資検討および概要環境影響書の両面についてマンハッタン・イースト・サイド・オルタナティブズの検討を開始し、レキシントン・アベニュー線の混雑を緩和しマンハッタンのイースト・サイドの交通を改善する策を検討した。この検討ではいくつかの選択肢を調査しており、レキシントン・アベニュー線を改良して輸送容量を拡大すること、バス専用車線を利用したバス網の拡張、ライトレールやフェリーの導入といったものがあった:7–8。ロジスティックな面で、1番街より2番街が選択されることになった。MTAは、ニューヨーク市郊外への新しく最適な交通連絡を決定するために、ロウアー・マンハッタン・アクセス・スタディという検討を1997年11月に開始した。63丁目からロウアー・マンハッタンまで2番街線を建設することは、この検討において挙げられた5つの選択肢の1つであった:6, 7。
1999年の概要環境影響書では、63丁目から2番街を北へ125丁目まで、ロウアー・マンハッタンへはBMTブロードウェイ線経由で列車を走らせる新系統のみを提案していた。2番街線の急行列車は、モンタギュー・ストリート・トンネル経由でロウアー・マンハッタンへ走り、各駅停車はマンハッタン橋を経由してロウアー・マンハッタンは通らないことにされた:20–21。グランド・セントラル駅への支線も検討されたが、実行不可能として削除された:17。
大衆から強い支持があったことが部分的な理由となって、2000年4月のMTA取締役会では、スパニッシュ・ハーレムからロウアー・マンハッタンまでイースト・サイドに沿って全線にわたって地下鉄を建設することを約束した:18。2000年5月に、MTA資本計画見直し委員会はMTAの2000年-2004年の資本計画を承認し、その中で2番街線の建設には10億5000万ドルが割り当てられた:18。翌年、地下鉄の設計契約がDMJMハリス/アラップの合同企業体に発注された。新しい概要書では、125丁目から14丁目までの全線を提案した。14丁目から南へは、路線はクリスティー・ストリート、セント・ジェームズ・プレイス、ウォーター・ストリートの下を通ってロウアー・マンハッタンで終点となるか、既存のBMTナッソー・ストリート線のJ1/J2線にケンメア・ストリートで合流してロウアー・マンハッタンへの連絡を実施するかとされた。ウォーター・ストリート経由の選択肢が最終的に選択された:26–27。
2001年12月19日、連邦都市交通局は2番街線全線にわたって準備工事を始めることを承認した。MTAの最終環境影響書は2004年4月に承認された。最新の提案では、ハーレムの125丁目とレキシントン・アベニューから複線の線路が2番街に沿って南下し、フィナンシャル・ディストリクトのハノーバー・スクエアへと至る。最終計画では、2番街線全線で2つの系統を運行することになっていた。水色に塗られたT系統と、運行経路を変更されるQ系統である。第1段階ではブロードウェイ線急行であるQ系統を、BMT63丁目線を通り北へ2番街線へ、アッパー・イースト・サイドの96丁目駅まで運行変更する。第2段階ではこのQ系統を125丁目・レキシントン・アベニューまで延長する。第3段階では新しく導入するT系統が125丁目からハウストン・ストリートまで運行する。最後の段階でT系統をハウストン・ストリートからロウアー・マンハッタンのハノーバー・スクエアまで延長する。
全長1.8マイル（約2.9キロメートル）の第1段階は44億5000万ドルの予算内で建設された。その建設現場は、105丁目・2番街から63丁目・3番街の間と指定された。道路交通や歩行者、地下埋設物や地上の事業活動に支障をきたす、過去の開削工法を避けて、トンネルボーリングマシンを使った深部掘削の工法が用いられた。駅部については開削工法が維持された。8.5マイル（約13.7キロメートル）の総建設費用は170億ドルを超えると見積もられた。2014年に、MTA資本建設局長のマイケル・ホロドニチアヌは、全線は2029年までに完成するかもしれないと述べ、完成すれば1日56万人に利用されるとした。しかし2016年12月現在、第1段階と第2段階のみが2029年までに完成するとされている。2番街線は、ニューヨーク市地下鉄にとって半世紀ぶりの大規模拡張とされている。1950年代に高架の2番街線と3番街線が取り壊されて以来、空白地帯であった場所に複線の線路を建設する。環境影響書によれば、2番街線第1段階の範囲では1日20万人の利用者を見込んでいる。

### 第1段階の建設
ニューヨーク市民の住民投票により、2005年11月8日に第1段階建設専用の資金調達のための運輸債券の発行が承認された。この承認は建設に関して絶対不可欠であるとみなされてきたが、投票者の55パーセントが承認、45パーセントが不承認と、わずかな余裕で承認されたにすぎなかった。この時点で、MTAはプロジェクトは、ニューヨークが2012年の夏季オリンピックの招致に成功すれば、2012年までに完成するだろうと述べていたが、招致は成功しなかった。2006年12月18日、アメリカ合衆国運輸省は、MTAが6億9300万ドルの資金を2番街線建設開始に投じることを承認し、建設費の連邦負担分については、予算割当と最終労働認定証次第で連邦都市交通局の運輸基金から払い戻されると発表した。運輸省はまた、13億ドルの連邦政府補助金をプロジェクト第1段階に向けて7年間にわたって拠出することを承認した。準備工事と最終的なトンネル設計はAECOMとアラップの共同企業体によって完了された。

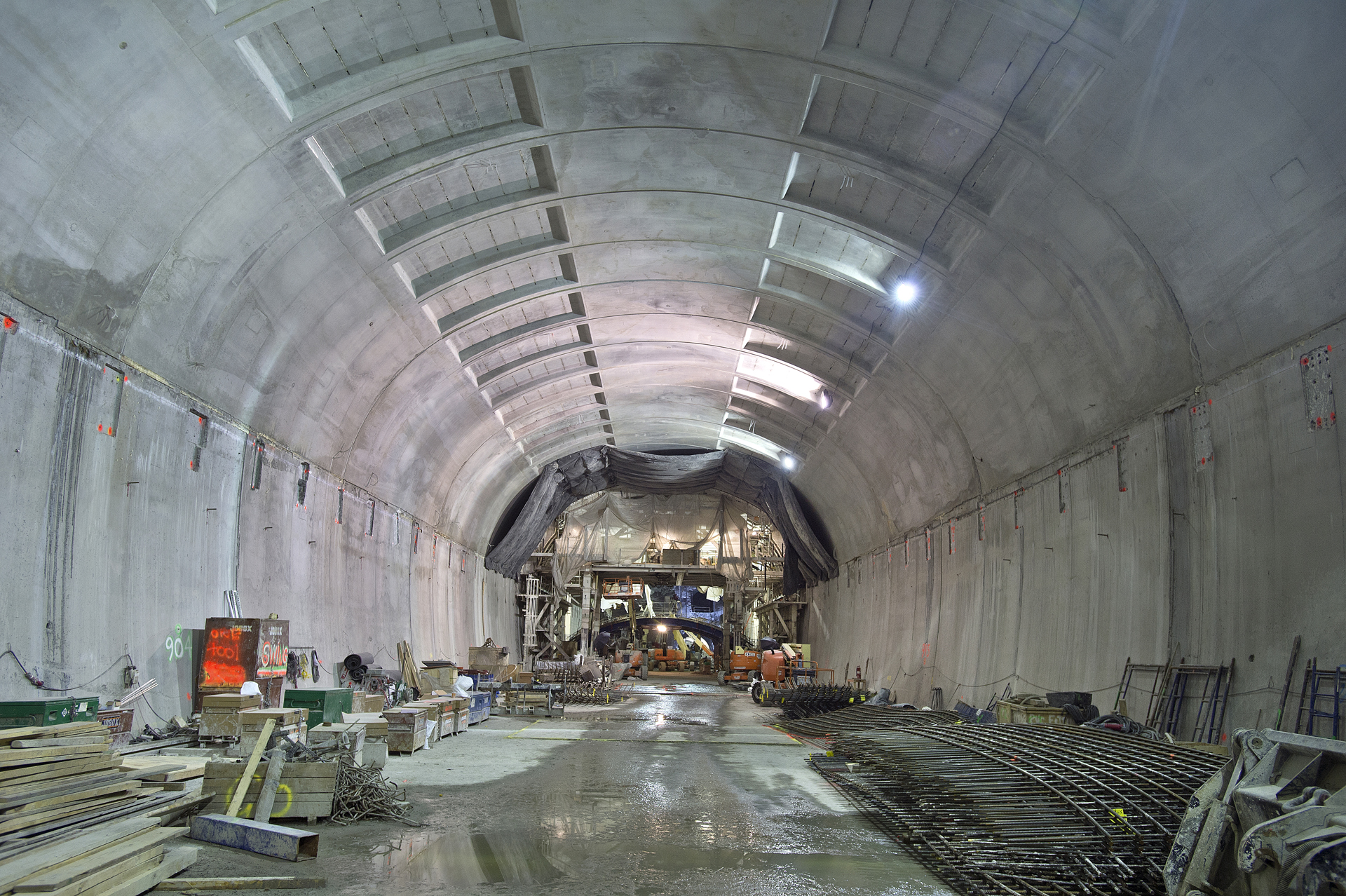
86丁目駅の天井部、2013年12月

準備工事の完成を受けて、2007年3月20日、MTAはトンネル、トンネルボーリングマシンの発進基地、そこへ到達する縦坑の建設契約をスキアボーネ建設、スカンスカUSA土木、J.F.シー建設の共同企業体S3に対して発注された。起工式は2007年4月12日に、1970年代にトンネル区間が建設された99丁目において実施された。実際の建設工事は2007年4月23日に開始され、配管類・電線類やそのほかのインフラストラクチャーの再配置から始まり、14か月を要した。
この時点で、2013年末までには新線で旅客営業を開始できるだろうと発表されていた。建設費の増大のため、着工直後に路線のいくつかの要素が削減された。とりわけ、72丁目駅は2面3線の駅構造であったのが、1本の島式ホームを備えた2線の駅へと縮小され、これと合わせてブロードウェイ線との連絡線が単純化された。この設計変更は、実際の建設工事が始まる前に実施された。またMTAは、完成期日を2014年へと遅らせた。MTAの2008年の資本改善予算提案では、第1段階の完成をさらに2015年へと遅らせ、2009年にはさらに2016年へと再延期した。
2009年に、96丁目駅の駅部の契約および86丁目駅周辺の掘削工事の契約が結ばれた。トンネルボーリングマシンが2010年に96丁目駅から南へ向かって西側のトンネルを掘削開始した。これに続くトンネルの契約はレキシントン・アベニュー-63丁目駅および72丁目駅の掘削に関するもので、2010年に契約が結ばれた:301。翌年、86丁目駅の掘削に関しての契約が結ばれ、またレキシントン・アベニュー-63丁目駅の建設契約も結ばれた。トンネルボーリングマシンは1日約50フィート（約15メートル）の速さで掘削し、2011年2月5日に計画されていた65丁目の下の終点で掘削を終え、続けて東側のトンネルの掘削を開始した。2011年3月28日に共同企業体S3は65丁目までの西側のトンネル7,200フィート（約2,200メートル）を掘削するという業務を完了させ、既存のレキシントン・アベニュー-63丁目駅に用意されていた準備工事の坑口から東側のトンネルを掘削開始した。この時点で西側のトンネルで未完成で残されていた部分は、従来型の掘削発破工法で建設された。2011年9月22日、トンネルボーリングマシンはレキシントン・アベニュー-63丁目駅の坑口までを掘り抜いた。

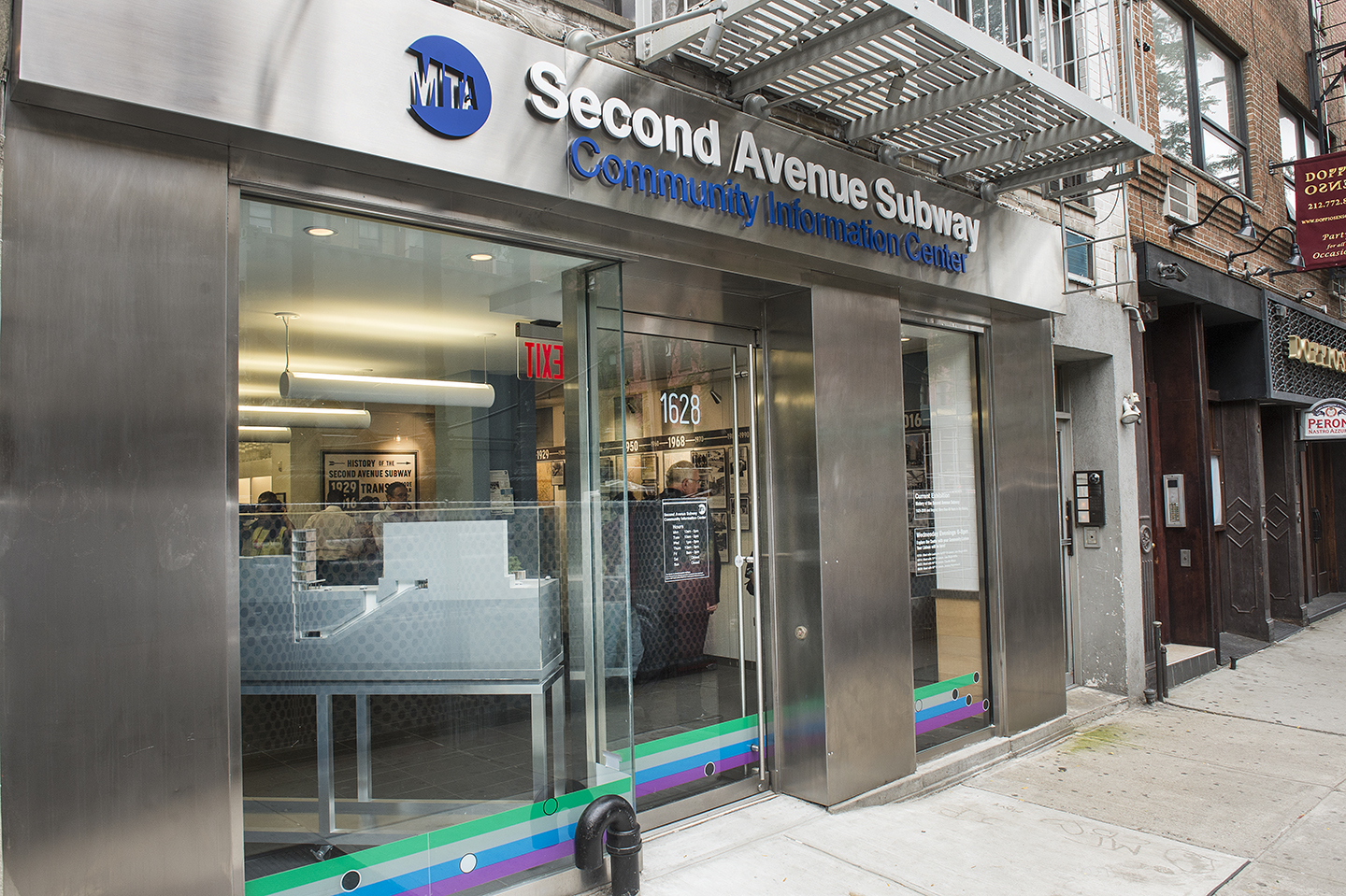
第1段階向けの2番街線コミュニティインフォメーションセンター

MTAは2013年7月25日に、第1段階向けの2番街線コミュニティインフォメーションセンターを開設した。センターは2番街1628番地に位置し、84丁目と85丁目の間、2番街線86丁目駅の近くである。その後3年間に、センターには20,000人が訪れた。
第1段階で最後の契約は2013年6月1日に結ばれた。駅部の発破工事は2013年11月に完了し、地上の仮設構造物はほぼ同時期に取り壊された。2013年冬には、多くの線路や信号機器類が建設現場に到着し始め、これは以後数年をかけて現場に設置されることになる。
2016年2月24日、MTAは12月までに開通できるように、第1段階の建設作業を促進するために6600万ドルを割り当てた。しかし6月の時点で、2016年12月の完成に間に合う速さでは工事は進捗していなかった。路線が予定通りに開通するかの問題は10月、11月中も引き続き残り、エレベーター、エスカレーター、火災報知機などの鍵になる機器類が試験されていなかった。試運転の列車は2016年10月9日に走り始め、Q系統の列車が非営業で2番街線を2016年11月に走り始めた。

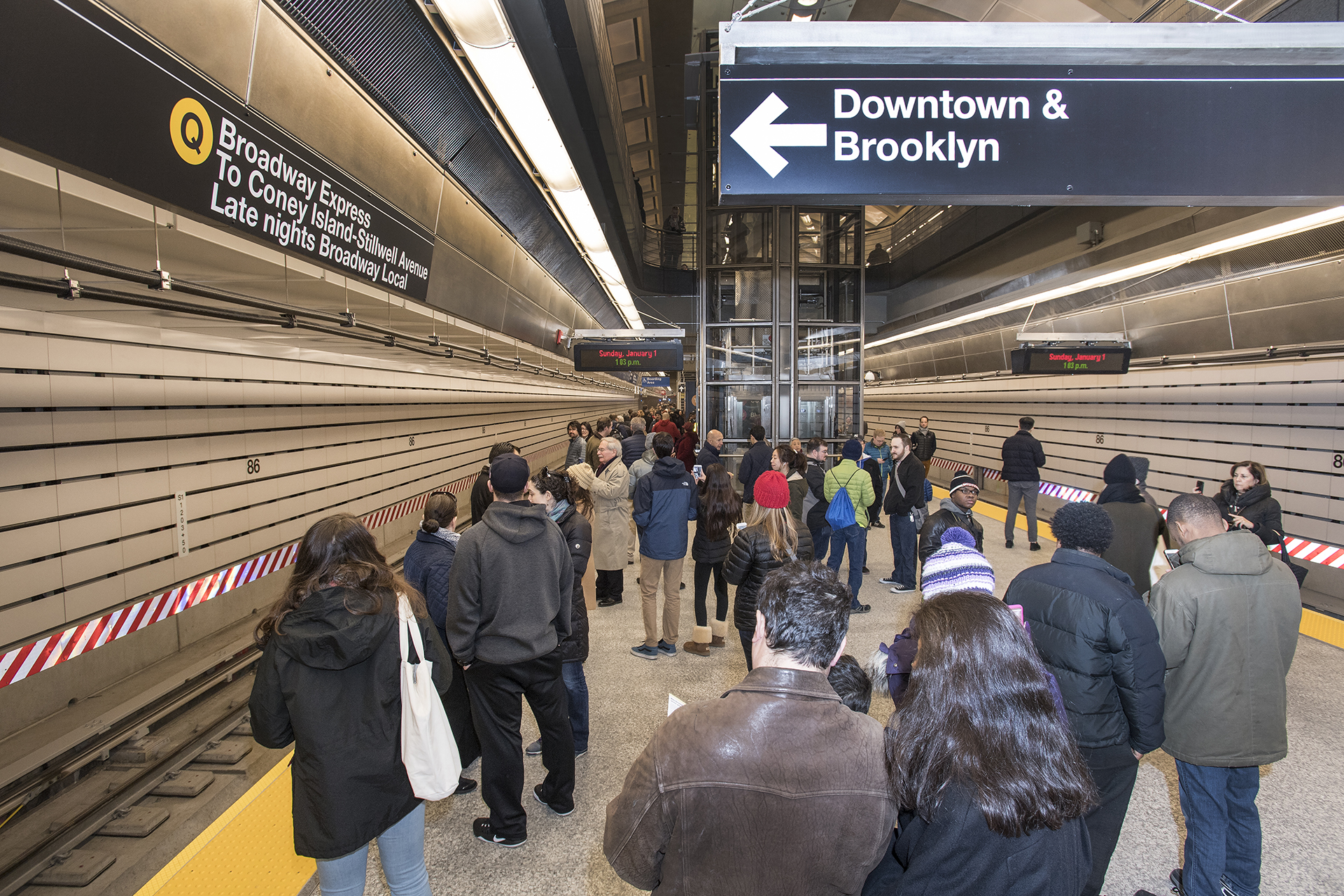
86丁目駅の開業日

3番街にあるレキシントン・アベニュー-63丁目駅への入口は、第1段階の一環として建設されたが、2016年12月30日に使用開始された。何人かの上層部関係者を乗せた儀式的な初列車が大みそかに運転され、定期旅客列車は翌2017年1月1日の正午から運行開始された。地下鉄網の他の駅から乗車してこの路線に乗って帰っていった人を除いて、1月1日には48,200人の旅客が新駅に入場した。
第1段階の開業により、レキシントン・アベニュー線の68丁目-ハンター・カレッジ駅、77丁目駅、86丁目駅、96丁目駅の2017年1月の利用客は、2016年1月に比べて減少した。2番街線の3駅および改修されたレキシントン・アベニュー-63丁目駅は、1月末には平日平均15万人以上の利用を記録するようになった。72丁目駅は新駅の中で最も利用者が多く、1日平均44,000人の利用がある。4月には、路線開通前に比べてこの地域のタクシー利用が20パーセント以上減少した。2018年2月には、平日1日あたり19万人の利用者があり、環境影響書で推定された1日20万人の利用者に比べて5パーセントの誤差の範囲内であった。ラッシュ時の利用者も見積もりの2パーセント以内の誤差であった。2017年11月、輸送需要の増加のために、Q系統がラッシュ時に1本ずつ増便され、また北行きのR系統がINDクイーンズ・ブールバード線から経路変更された。この列車は帰りはQ系統となる。

### 第2段階の建設

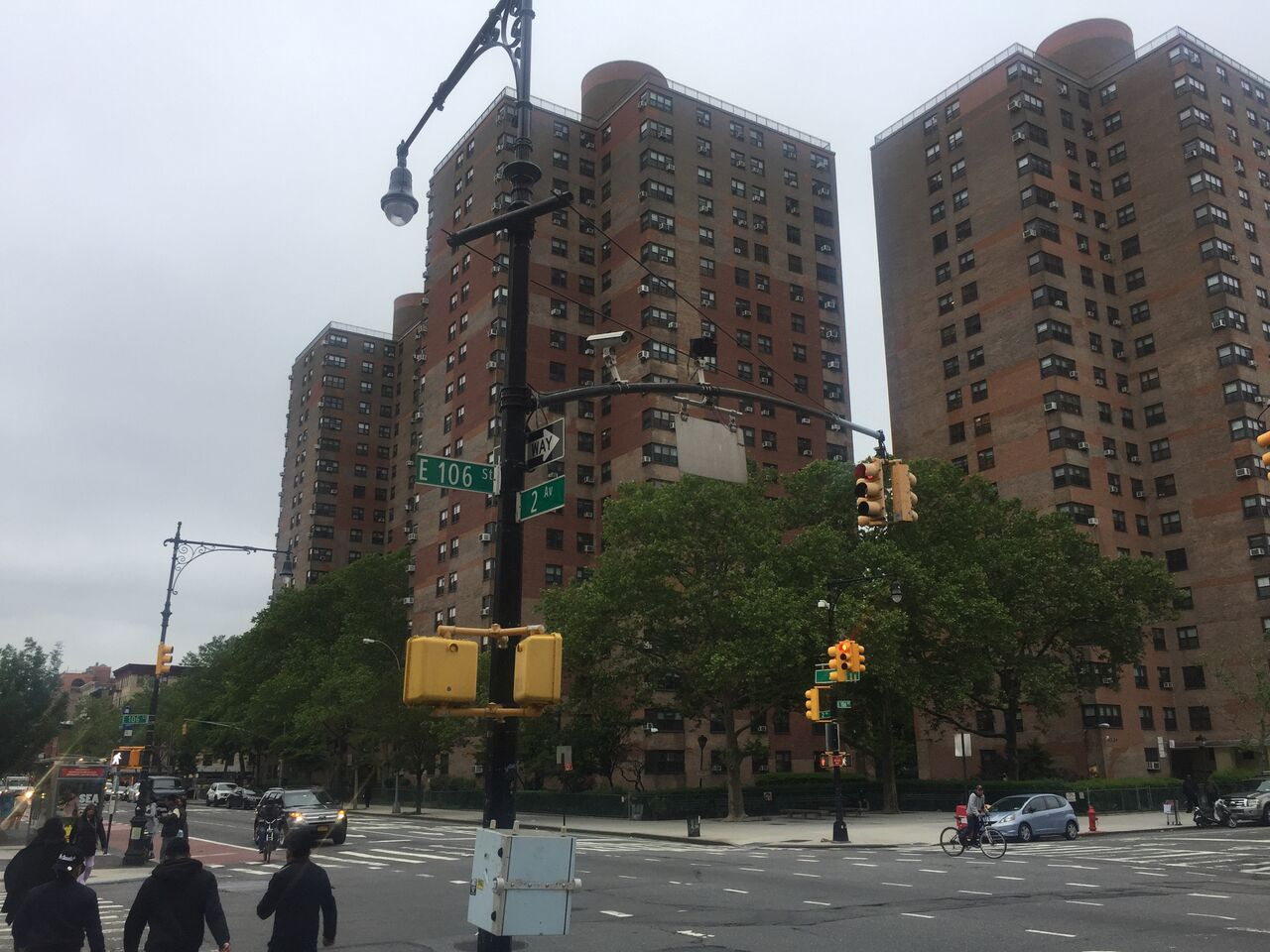
106丁目と2番街の交差点、第2段階において駅が計画されている場所

125丁目から96丁目までの第2段階には、MTAの2015年-2019年資本計画において、計画、設計、環境評価および配管電線類の移設工事に5億3500万ドルを割り当てられた。125丁目、116丁目、106丁目の3つの新駅が建設されることになっている。ハーレム-125丁目駅において、IRTレキシントン・アベニュー線およびメトロノース鉄道との乗換が可能となる:11, 12。
当初の計画では、本線は西に向きを変えて125丁目へ入り、5番街までの留置線を備えることになっており、一方別の留置線が2番街で北へ分岐して129丁目まで伸びることになっていた。しかし、129丁目までの留置線と、127丁目・2番街に構想されていた補助的な建物は、2018年6月の計画改定で除外された。路線の終端に留置線を設けた方がより列車運行を効率的にすると判断されたために、留置線の計画が変更された:23。将来ブロンクス方面へ延長する準備工事は残されたが、より116丁目駅に近い118丁目に移された:12。ここでは2本の外側の線路が西へ向きを変えて125丁目へ向かい、一方内側の2本の線路が将来ブロンクス方面へ延長できるようにされている:24。120丁目より北では、トンネルボーリングマシンを用いて建設される。120丁目以南では、1970年代に建設された99丁目-105丁目のトンネルおよび110丁目-120丁目のトンネルが活用され、105丁目から110丁目までは開削工法でトンネル区間を接続させる:2:45。
第2段階の予算は当初15億ドルで、トンネル建設開始のために用いられる予定であった。MTAは、5年計画の末年の2019年までにトンネル建設を開始できないと予想して、予算で割り当てる金額を削減した。これ以前にMTAは、資本計画への資金調達に問題があると表明していたが、広報によればこの時の予算削減は着工時期が不明確であることによるものであり、資金調達の問題ではないとしている。この遅延は政治家やスパニッシュ・ハーレムの住民を動揺させ、3年から4年にも及ぶ遅延に反対した。2016年4月、MTAとニューヨーク州は第2段階への資金供給を復活させる合意に達し、10億3500万ドルが割り当てられた。この予算は2017年5月までに7億ドルが割り当てられる。2017年8月には、準備工事が進められており:48、プロジェクトの設計は第2段階の共同企業体であるパーソンズ・ブリンカーホフおよびSTVによって進められていた。環境影響書と設計は2018年に完成した:46。2018年7月、MTAは2番街線最終環境書に対する補足環境評価を発行した。連邦都市交通局はプロジェクトについて影響微小と2018年11月15日に公表した。
第2段階向けの2番街線コミュニティインフォメーションセンターは125丁目のパーク・アベニューおよびマディソン・アベニューの間に2017年5月に開設する計画であった。しかしセンターの開設は2017年9月18日に遅れた。

### 第3段階および第4段階
第3段階は資金拠出の確約がされていないが、路線を2番街に沿って南へ63丁目からハウストン・ストリートまで延長する。完成すれば、125丁目からハウストン・ストリートまで新しい系統が運行することになっている。第2段階および第3段階はドナルド・トランプ政権の高優先度プロジェクトに位置付けられており、合計で142億ドルかかると見込まれている。
第4段階も資金拠出の確約がされていないが、ハウストン・ストリートからハノーバー・スクエアの留置線を備えた最終的な終点まで延長する。補足概要環境影響書で当初記載されていた3本の留置線に4本の列車を留置でき、ハノーバー・スクエアから南へコエンティーズ・スリップからピーター・ミニッツ広場の近くの交通島まで110フィート（約34メートル）の深さで伸びる:16。ハノーバー・スクエアのターミナルは、1時間当たり30本ではなく26本の折り返しを処理できるだけに計画されている。これは63丁目より南側では線路容量が少なくても良いからである:26。ハノーバー・スクエア駅は、イースト川をくぐる新しいトンネルを通じてブルックリンへ2番街線の列車を延長できるような深さに建設される。

## 設計および建設費

### 特徴
2番街線の駅は、これまでの地下鉄網のほとんどの駅よりもより広く開けた感じに建設されている。このことからホロドニチアヌは、2番街線の各駅をワシントンメトロの駅に例えている。路線上のすべての駅で、プラットホームは全長615フィート（約187メートル）あり、各駅の占める寸法は必要な発電設備や換気設備のためのスペースを含めると800フィート（約240メートル）×1,400フィート（約430メートル）の大きさになる:14。線路は、列車からの騒音を緩和するためにゴムのパッドの上に敷設されている。
2006年8月、MTAは2番街線および7系統延伸区間、新しいサウス・フェリー駅を含め、これからのすべての地下鉄駅にはプラットホーム付近の気温を華氏10度（摂氏6度）程度下げられる空気冷却システムを備えると発表した。初期の計画では、空調を助け、省エネルギーと換気および安全性を支援するために、2番街線にはホームドアを導入することになっていたが、非常に費用が高くつくとして2012年に断念された。他でのホームドア導入について実施されている検討の結果次第では、2番街線の第2段階で建設される駅にはホームドアが装備される可能性もある:15。

### 建設方法

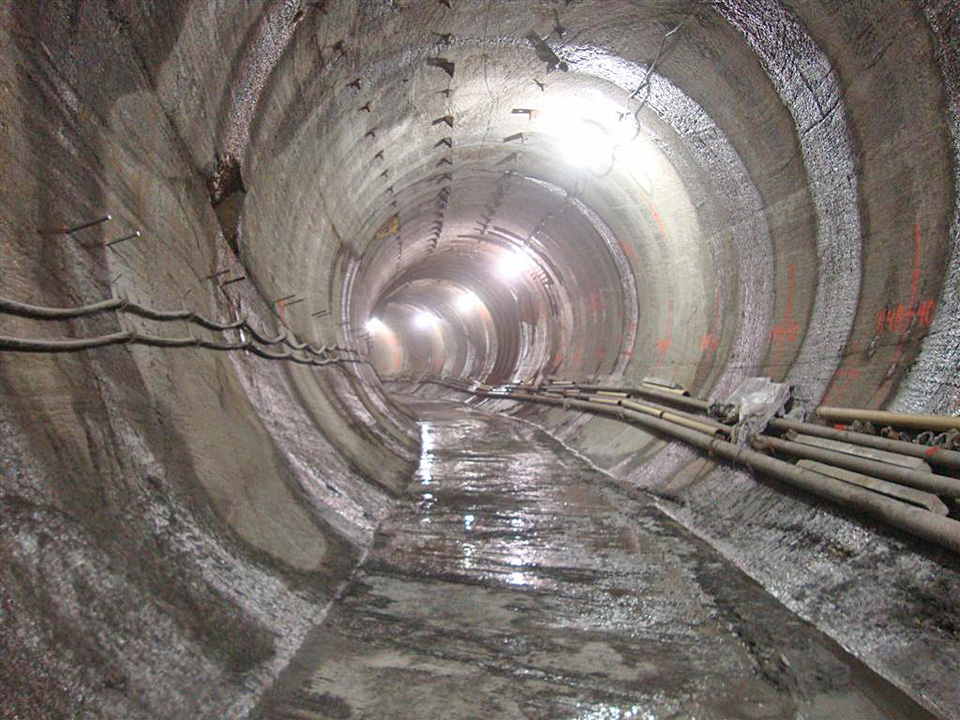
64丁目付近のトンネル

人口密度の高いマンハッタンの下で8.5マイル（約13.7キロメートル）に渡って2番街線を建設するためには、各区間に応じたいくつかの工法を用いる必要があった。2番街線のトンネルは、直径23.5フィート（約7.2メートル）のトンネル2本でおおむね構成されている:1。トンネル掘削の約90パーセントはトンネルボーリングマシンによって実施された。残りの区間は開削工法か掘削発破工法が用いられ、特に駅部など、平均275メートル（約902フィート）の区間に対して適用された。各区間の工法は2003年に確定され、120丁目以北の区間について2016年に変更が発表された:2:14。

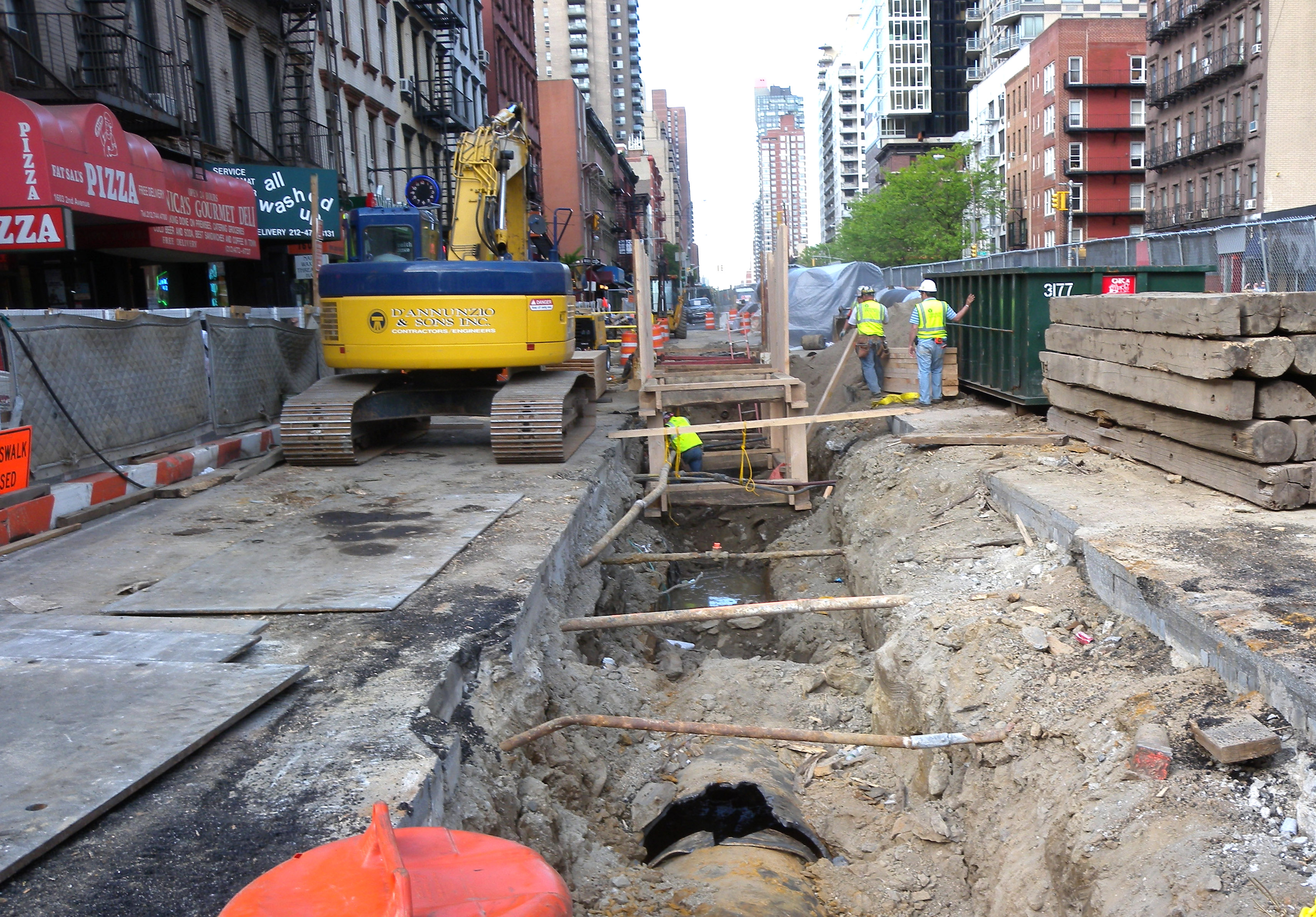
83丁目付近の路上での工事

| 場所                        | 工法             | 場所      | 工法           | 場所                        | 工法           |
| レノックス/パークアベニュー | 軟弱地盤トンネル | 99-92丁目 | 開削           | 43-41丁目                   | 開削および掘削 |
| パークアベニュー-3番街      | 開削および掘削   | 92-86丁目 | TBM            | 41-34丁目                   | TBM            |
| 3番街-121丁目               | TBM              | 86-83丁目 | 開削および掘削 | 34-32丁目                   | 開削           |
| 121-120丁目                 | 開削             | 83-72丁目 | TBM            | 32-24丁目                   | TBM            |
| 120-117丁目                 | 既存             | 72-69丁目 | 開削および掘削 | 24-22丁目                   | 開削および掘削 |
| 117–114                     | 既存（改築）     | 69-58丁目 | TBM            | 22-15丁目                   | TBM            |
| 114-109丁目                 | 既存             | 58-56丁目 | 開削           | 15-11丁目                   | 開削           |
| 109-105丁目                 | 開削             | 56-43丁目 | TBM            | 11丁目-ハノーバー・スクエア | 未決定         |
| 105-99丁目                  | 既存             |           |                |                             |                |

#### 第1段階
2番街線第1段階は63丁目線レキシントン・アベニュー-63丁目駅から、99丁目から105丁目まで既に存在していたトンネルとの間に建設され、96丁目に終点駅を置いた。第1段階では、イースト63丁目からイースト92丁目までトンネルボーリングマシンを用いて掘削された。トンネルボーリングマシンの発進基地は814フィート×75フィート（約248メートル×23メートル）あり、そのまま96丁目駅の一部となった。72丁目駅へは2本のアクセス用立坑が掘削された。イースト93丁目からイースト95丁目までの区間に沿って、幅1.1メートル、長さ6.1メートル、深さ35メートルの地中連続壁が建設された。イースト91丁目からイースト93丁目までは岩盤が浅くなっているため、より浅い場所で直径1.1メートルの杭の列が同じ役割を果たした。地中壁や杭列が形成されたのち、その間の土砂の掘削が行われ、下から順にトンネル躯体が建設された。一時的に上面を支えていたデッキはそのままトンネル躯体の一部となり、このデッキが掘削、地中壁の支持、および2番街の交通を支えていた。
86丁目駅と72丁目駅は掘削された。これは、すぐ近接して高価な高層建築物が多数存在することを考えれば、挑戦的なものであった。96丁目駅は開削工法で掘削され、深さ15メートルで、2番街線に建設された駅としてはもっとも浅いものとなった。これは、1970年代に99丁目から105丁目まで建設された既存の地下鉄トンネルに接続するために浅くなったものであった。2か所の掘削によって建設されたトンネルは、岩盤中の25.9メートルから27.4メートルの深さにある。用いられた工法は、駅の上部にある建築物に関する問題を緩和するためのもので、2本の立坑のみで掘削された。
地下の障害物について、アラップの建設担当重役のデービッド・カイデンは「トンネル、配管、電線、ケーブル類のスパゲッティだ、私はこんなものを今まで見たことがない」と述べた。工事を複雑にすることに、以降の段階では2番街線のトンネルは、他の地下鉄線、アムトラックの鉄道線、マンハッタンとクイーンズを結ぶクイーンズ-ミッドタウントンネルなどの上や下を通さなければならない。これに加えて、第1段階の建設途中には地質的な特異点があった。マンハッタンの地質は地下鉄の路線に沿って変化しており、岩盤から砂、シルト、粘土などからなる軟弱地盤がマンハッタン片岩の上に載った地質へと変化し、断層、剪断帯、断裂などが存在していた。直径6.7メートル、長さ450フィート、485ショートトンの硬岩層用トンネルボーリングマシンが第1段階のトンネル掘削に用いられ、1日約20メートルの進捗であった。125丁目付近のトンネルは、軟弱地盤を貫通するだけでなく、既存のIRTレキシントン・アベニュー線の下を掘削しなければならない。この軟弱地盤トンネルは、92丁目以南の硬岩に掘削されたトンネルおよびそれ以北の開削工法で建設されたトンネルと対照をなす。92丁目の北でマンハッタンの岩盤が急激に落ち込むためにこのような構造となっている:14。

#### 第2段階
第2段階では、2番街線を96丁目駅から北へレキシントン・アベニューの125丁目駅まで延長する。120丁目より北では、トンネルボーリングマシンを使って建設することになっている。トンネルボーリングマシンの発進基地は2番街の121丁目と122丁目の間に位置する。トンネルボーリングマシンは北へ向けて発進し:12、イースト川側の建物の下をいくぶん東に向きをいったん変えてから、西に向きを変えて125丁目へ入り、レキシントン・アベニューを横断して、最後はレノックス・アベニューの東325フィート（約99メートル）または西275フィート（約84メートル）の位置で留置線を設けて終わる。レノックス・アベニューに駅を建設したり、125丁目に沿ってさらに西へ路線を延伸したりすることを妨げないように設計されている:25。
120丁目の南では、110丁目から120丁目まで1970年代に建設されたトンネルを活用する。この区間には路線の他の区間同様、線路だけでなく様々な基本的な設備が設置される。1970年代に建設されたトンネルを最大限有効活用するために、既存のトンネル区間から北側で新たに掘削される区間へは120丁目において開削工法で接続されることになっており、また南側の営業中区間には105丁目において開削工法で接続される:2:45。ブロンクスへの将来の延伸を可能にするために、118丁目に準備工事が行われる。125丁目の西側の留置線が、96丁目駅北側の留置線を置き換えて、96丁目駅の留置線は第2段階で本線の営業運転に用いられることになる:48。

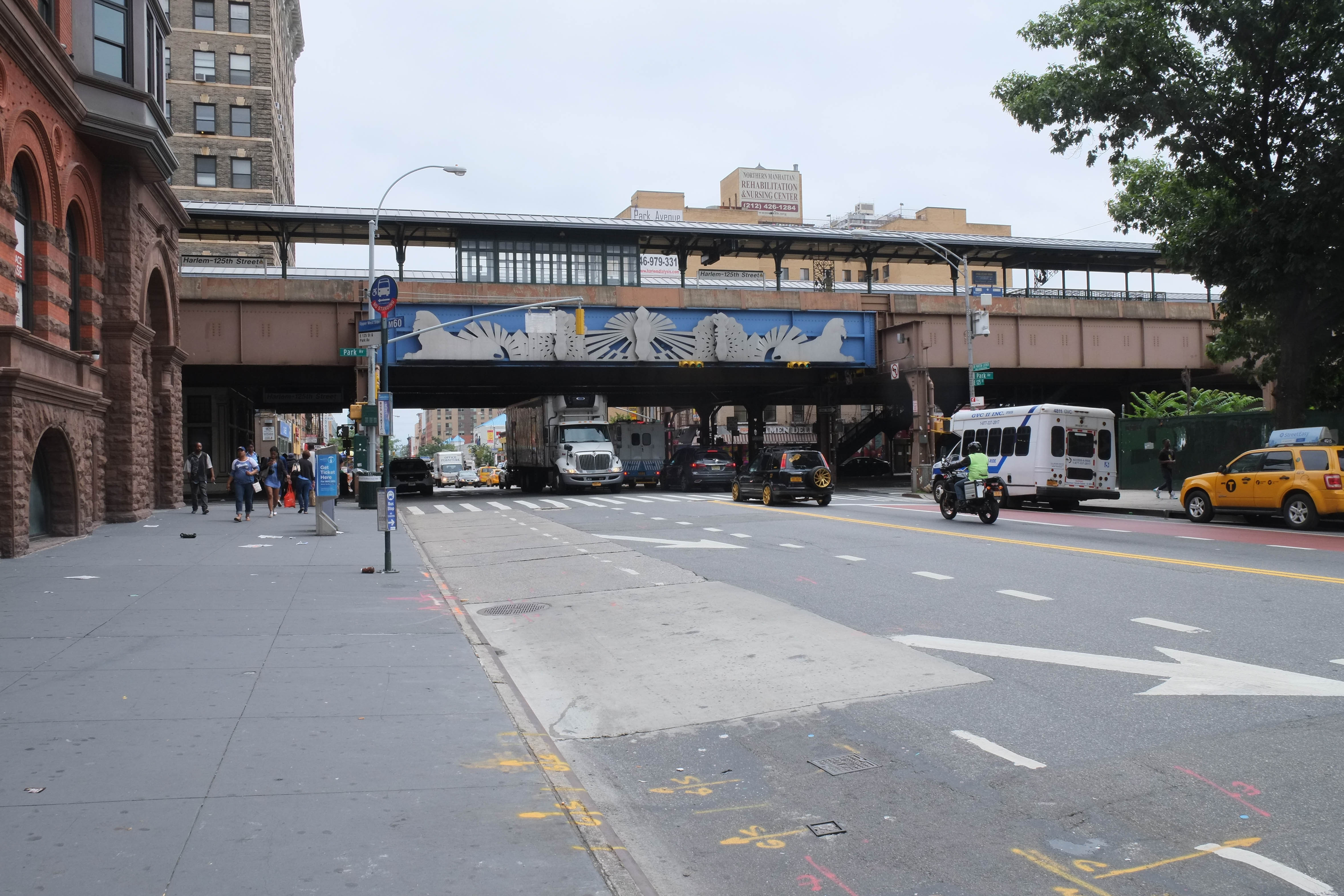
第2段階の一環として計画されているハーレム-125丁目駅はメトロノース鉄道の駅と連絡する

2番街線ハーレム-125丁目駅の東側にレキシントン・アベニュー線125丁目駅との乗換設備が設けられる。新しく低い位置に改札階を建設して2駅を結び、レキシントン・アベニュー線南行きのプラットホームに直接接続するように設けられる。上層階への階段への直接連絡は改修される。駅の西側では、パーク・アベニューに向けての階段が造られ、ここから歩いてメトロノース鉄道のハーレム125丁目駅へ連絡できる:23:58。
106丁目駅と116丁目駅への入口は、2番街の西側に位置する配管類を避け、またイーストハーレム歴史地区への悪影響を避けるために、2番街の東側に設けられる:16。

#### 第3・第3段階
第3段階、第4段階では、63丁目から路線を南に伸ばして、それぞれハウストン・ストリートとハノーバー・スクエアへ到達する。第3段階の一環として、IND63丁目線との連絡線が建設され、クイーンズ方面への非営業列車の運行ができるようになる。この連絡線は、掘削と発破により建設される。レキシントン・アベニュー-63丁目駅の東側にこの連絡のための準備坑口が用意されている。2番街線南側区間は、路線の他の区間と同じように、おおむね複線で建設される。しかし21丁目から9丁目までは、本線の両側に2本の追加線路が建設され、最大8編成の留置を可能とする。この地域は十分な深さがあるために留置線の場所として選ばれた:60。第3段階区間は、63丁目トンネル、60丁目トンネル、53丁目トンネル、42丁目のスタインウェイ・トンネル、32丁目および33丁目のイースト川トンネルなど、何本ものイースト川のトンネルの上を通ることになる:5B·14。
第1段階同様、この区間の駅間はおおむねトンネルボーリングマシンで建設され、一方駅部は開削工法によって建設され、駅の空間や入口の建設ができるようにする。5か所で隣接路線にある近接駅と2番街線の駅との間での連絡が計画されており、旅客にとって移動の選択肢が増えることになる。グランド・ストリート駅の乗換は、既存の駅の下に改札階を建設する必要があり、これにより垂直方向での乗り換えができるようになる。既存の駅は、利用客の増加に合わせて改造する必要がある。ハウストン・ストリート駅のIND6番街線2番街駅への乗換は、既存駅での建設工事が必要となる。他の3か所の乗換は提案中であり、建設費の増大問題を抱えながらも建設されるであろう。BMTカナーシー線3番街駅への乗換は200フィート（約61メートル）の長さの連絡通路で構成される。もっとも複雑な乗換接続は、IRTフラッシング線グランド・セントラル-42丁目駅との乗換である。この連絡のためには、3番街の西側から2番街まで42丁目の下に900フィート（約270メートル）の連絡通路を造る必要がある。フラッシング線の駅は、旅客の増大に備え、また障害を持つアメリカ人法が乗換連絡に求める要件のために、大規模に改造しなければならないかもしれない。必要な換気と非常口を設けるために、開削工法が用いられる予定である。最後の乗換連絡は55丁目駅とINDクイーンズ・ブールバード線レキシントン・アベニュー-53丁目駅の間である。シールドによる掘削かまたは開削工法が用いられる予定である。連絡通路の建設のため、既存駅の改造も必要となる:55–60。

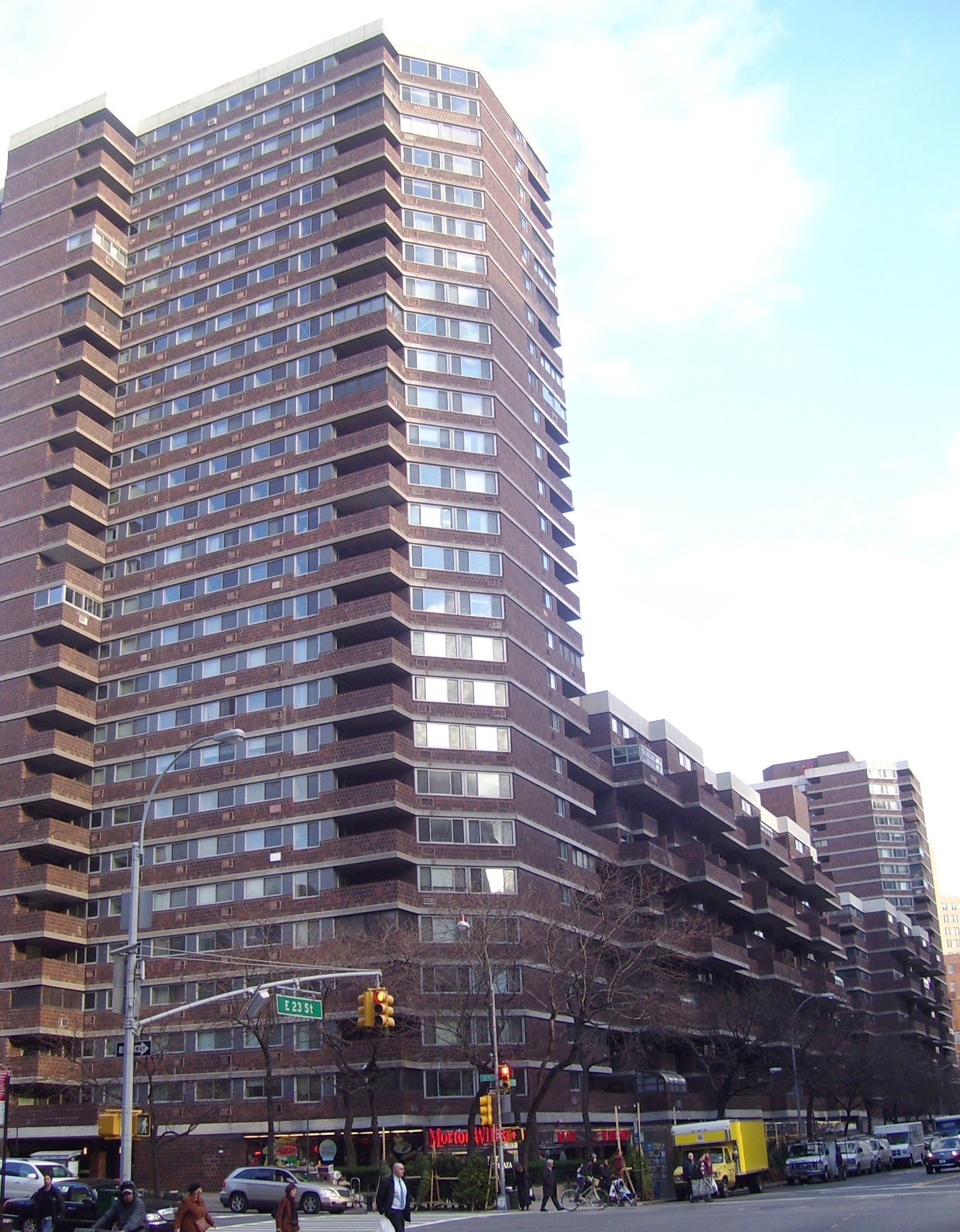
第3段階の一環として、23丁目駅が2番街23丁目に建設される

11丁目からハノーバー・スクエアまでの区間についてのプロジェクトの環境影響検討の際に、3つの建設選択肢が評価された。1つは「浅いクリスティー案」というもので、主に開削工法を使うものであり、他の「深いクリスティー案」「フォーサイス案」は土圧式シールドと開削工法を組み合わせるものである。「浅いクリスティー案」では、キャナル・ストリートからディビジョン・ストリートまでのコンフューシャス・プラザにある既存のトンネルを活用し、1970年代の計画同様に、既存のグランド・ストリート駅との間で対面乗り換えを実現し、この乗換は非常に多くなると見込まれていた。しかしこの案では、クリスティー・ストリートは4線を収める幅がないため、東側のサラ・デラノ・ルーズベルト公園を掘削する必要がある。この案では、2番街線からの列車がマンハッタン橋北側の線路を使ってブルックリンへ直通できるようにする渡り線を設けることになっている。「フォーサイス案」では、線路は公園の下で向きを変えてフォーサイス・ストリートに入り、この通りの下に駅が造られて、全長200フィート（約60メートル）の乗換通路が必要となり、他の案に比べると利便性で劣る。「深いクリスティー案」では2番街線は地下深くを走り、既存のグランド・ストリート駅よりも下を通って、駅の上下間に乗換用のコンコースを設ける。2番街線への乗換階段を収める十分な広さを確保するために、グランド・ストリート駅のプラットホームを20フィート（約6メートル）幅に拡大する必要がある。この案では渡り線は設けられず、コンフューシャス・プラザのトンネル区間は地下鉄の列車運行には用いられないことになり、代わりに地下鉄用の補助設備として用いられることになる。現状ではこれが望ましい案とされている。
ハノーバー・スクエアの終点より南では、トンネルボーリングマシンを使って2本の留置線が建設される予定であり、4本までの列車を留置する。この線路はウォーター・ストリートの地下110フィート（約34メートル）に建設され、将来ブルックリン方面へ延長する際にイースト川をくぐるトンネルが可能な深さとなっている。ウォーター・ストリートおよびホワイトホール・ストリートの交通島に換気設備を造るために開削工法が用いられる:50, 60:2–11。

### 建設費
路線全体の高い建設費をめぐって論争がある。運輸省のニュー・スタート・プログラムの一環として連邦政府からの資金をプロジェクトに獲得する能力を最大化するためもあって、プロジェクトは4段階に分割されている。この路線の建設費の当初の見積もりは2004年の最終環境影響書の際に行われ、第1段階は38億ドル、第2段階は34億ドル、第3段階と第4段階はそれぞれ48億ドルと見積もられた:3。
第1段階は、世界中の他の新しい地下鉄に比べても非常に高い金額であった当初の38億ドルの予算をさらに5億ドル超過した。バイ・アメリカ法によって設定された規制のため、MTAはアメリカ合衆国内で生産された資材を購入しなければならず、MTAの契約者がフィンランド製の消火システムを購入した際に反対が起きた。最終的に、公的部門と民間部門はこのプロジェクトでスムーズに協調することができず、さらに費用を高騰させることになった。第1段階の建設費45億ドルのうち、24億ドルは3か所の新駅建設とレキシントン・アベニュー63丁目駅の改良に割り当てられた。一方、5億ドルは設計と技術に用いられ、さらに7億3400万ドルが駅間のトンネル、線路、信号や地上側の設備に用いられた。残りの8億ドルは建設管理、土地、駅の芸術作品、運賃徴収システム、その他の物品に費やされた。駅の費用は、駅がとても深く、掘削する必要のある空間が広大であったことから高騰した。2番街線の駅は、INDの駅同様に全長にわたるコンコースを備えているが、他の深部地下鉄駅であるロンドンのクロスレールなどはそうなっていない。各入口ごとに小さな改札コンコースを設けるのではなく、全長に渡るコンコースを設けるのは、全線開業時の見込まれる乗客数に対応するためと、非常時の脱出要件を満たすためであった:13。
2016年12月に、第2段階の建設費は60億ドルに達する可能性があると発表され、交通機関に関する専門家は、2番街線はあまりに高価であるため、第3段階や第4段階、将来の延長も不可能になるかもしれないと懸念を表明した。ある専門家は、2番街線第1段階は世界中の地下鉄の中で最も高価なプロジェクトであり、世界中のあらゆる地下鉄網に比べてもニューヨークで新しい地下鉄を建設する費用はかなり高いとした。2番街線の1マイルあたりの建設費は、ロンドンのクロスレールやパリのグラン・パリ・エクスプレスに比べて高いが、これら自体も世界の地下鉄プロジェクトの中ではもっとも高いとされる部類である。MTAの当局者は、2番街線がこれほど高いのは、マンハッタンの地下構造物の複雑さと、ニューヨーク市地下鉄が24時間運行をしているという事実が原因であるとした。

## 運行系統

### 現行系統
第1段階の開業により、Q系統が以前の終点の57丁目駅から96丁目駅へと延長された。Q系統はラッシュ時に1時間7本から10本程度の運転本数であり、対照的にIRTレキシントン・アベニュー線の急行線（4系統と5系統）は、ラッシュ時に1時間およそ30本の列車本数（双方向に2分おき）の運転本数を持つ。2004年の最終環境影響書の一環では、Q系統はラッシュ時に1時間当たり14本の運転本数で計画されていたが:5B·20、この計画はMTAのダイヤ改正により改訂された。ラッシュ時のN系統は一部の列車が以前は57丁目駅で折り返していたが、2017年1月3日から96丁目まで延長され、この列車は北行においては乗客の混乱を避けるためにシービーチ線経由のQ系統と表示されるようになった。2017年11月6日から、R系統の北行列車1本が平日朝に増発された。2019年4月から2020年4月まで、14丁目トンネル閉鎖の期間中の乗客増加を捌くために、週末と夜間のM系統も2番街線に変更された。
第2段階では、現行のすべての系統が125丁目・レキシントン・アベニューまで延長される。2004年の最終環境影響書では、予想される乗客増加に対応するためにQ系統が1時間当たり19本に増発される計画になっている:5B·20。第3段階の建設のために、63丁目線へ分岐する地点に準備工事の坑口が設けられている。

### 将来の系統
第3段階の建設が完成すれば、新しいT系統がハーレム-125丁目駅からハウストン・ストリート駅まで運行される予定である。第4段階開業後は、T系統は2番街線の全線であるハーレム-125丁目駅からハノーバー・スクエア駅までを運行する:5B·29 to 5B·30。T系統は、朝ラッシュ時には1時間に14本運転される計画になっており、72丁目より北ではQ系統と合わせて1時間に28本となる。第3段階開業時に、Q系統は1時間に19本から14本に削減される計画になっている:5B·20。
MTAがこの将来の系統にTという文字を採用したのは、部分的には以下のような理由がある。
- OとIはそれぞれ0と1と混同される[188][189]。
- Kは1980年代末までIND8番街線で使われており、またそれ以前はBMTジャマイカ線でも使われていたため好まれなかった。
- Hはロッカウェイ・パーク・シャトルを指す内部記号であり、時折一般にも用いられる。有名なものは1986年から1993年まで、そしてハリケーン・サンディを受けた2012年から2013年の機会である[188]。
- P、U、Yは一般的に使われる用語と混同されやすい[189]。

T系統の色は水色である。これは過去にJFKエクスプレスでも用いられていた色である。2011年に水色は「今年の色」に選ばれた。また2000年代にこの色が選ばれた当時は、とても高級感のある色であるとされていた。

## 駅一覧
2017年1月1日に開業した第1段階では3駅がある。第2段階では既存路線への乗換駅を含めさらに3駅が計画されており、第3段階では4か所の乗換駅を含めて6駅、第4段階では1か所の乗換駅を含めて4駅が計画されている。
| 凡例                               | 凡例               |
| ---------------------------------- | ------------------ |
| Stops all times                    | 終日停車           |
| Stops all times except late nights | 深夜を除き終日停車 |
| Stops late nights only             | 深夜のみ停車       |
| Stops weekdays only                | 平日のみ停車       |
| Stops rush hours only              | ラッシュ時のみ停車 |
| Station closed                     | 休止または廃止     |
| 時間帯詳細                         |                    |

| 所在地 （おおよその位置）                      | バリアフリー・アクセス                                                               | 駅                                            | 街区                                          | 段階                                          | 停車系統                                      | 開業日                                        | 乗換・備考 |
| 125丁目に沿って東西方向に延長準備              | 125丁目に沿って東西方向に延長準備                                                    | 125丁目に沿って東西方向に延長準備             | 125丁目に沿って東西方向に延長準備             | 125丁目に沿って東西方向に延長準備             | 125丁目に沿って東西方向に延長準備             | 125丁目に沿って東西方向に延長準備             | 125丁目に沿って東西方向に延長準備 |
| ---------------------------------------------- | ------------------------------------------------------------------------------------ | --------------------------------------------- | --------------------------------------------- | --------------------------------------------- | --------------------------------------------- | --------------------------------------------- | --- |
| スパニッシュ・ハーレム                         | バリアフリー・アクセス                                                               | ハーレム-125丁目駅                            | 125丁目/レキシントン・パークアベニュー        | 2                                             |                                               | 2027年-2029年（提案）                         | 4 5 6 <6> 系統の列車（125丁目駅） M60セレクトバスサービス（ラガーディア空港行き） メトロノース鉄道（ハーレム125丁目駅） Q系統（第2段階）およびT系統（第3段階）の終点駅                                         |
| スパニッシュ・ハーレム                         | ブロンクス区方面延長準備                                                             |                                               |                                               |                                               |                                               |                                               | |
| スパニッシュ・ハーレム                         | バリアフリー・アクセス                                                               | 116丁目駅                                     | 116丁目/2番街                                 | 2                                             |                                               | 2027年-2029年（提案）                         | M15セレクトバスサービス（南行のみ） 115丁目から120丁目までの未使用のトンネル内に位置する予定 |
| スパニッシュ・ハーレム                         | バリアフリー・アクセス                                                               | 106丁目駅                                     | 106丁目/2番街                                 | 2                                             |                                               | 2027年-2029年（提案）                         | M15セレクトバスサービス（南行のみ） |
| アッパー・イースト・サイド（ヨークビル）       | バリアフリー・アクセス                                                               | 96丁目駅                                      | 94丁目-96丁目/2番街                           | 1                                             | N Q R                                         | 2017年1月1日                                  | M15セレクトバスサービス（南行のみ） 第1段階でQ系統（および一部のN系統、R系統）の北側終点 |
| アッパー・イースト・サイド（ヨークビル）       | バリアフリー・アクセス                                                               | 86丁目駅                                      | 83丁目-86丁目/2番街                           | 1                                             | N Q R                                         | 2017年1月1日                                  | M15セレクトバスサービス（南行のみ）、M86セレクトバスサービス |
| アッパー・イースト・サイド（レノックス・ヒル） | バリアフリー・アクセス                                                               | 72丁目駅                                      | 69丁目-72丁目/2番街                           | 1                                             | N Q R                                         | 2017年1月1日                                  | M15セレクトバスサービス（南行のみ） |
| アッパー・イースト・サイド（レノックス・ヒル） | Qおよび一部のN・R系統の列車が63丁目線経由でBMTブロードウェイ線から/へ分岐（第1段階） |                                               |                                               |                                               |                                               |                                               | |
| イースト・ミッドタウン                         | T系統の列車が2番街線を引き続き運転（第3段階）                                        | T系統の列車が2番街線を引き続き運転（第3段階） | T系統の列車が2番街線を引き続き運転（第3段階） | T系統の列車が2番街線を引き続き運転（第3段階） | T系統の列車が2番街線を引き続き運転（第3段階） | T系統の列車が2番街線を引き続き運転（第3段階） | T系統の列車が2番街線を引き続き運転（第3段階） |
| イースト・ミッドタウン                         | バリアフリー・アクセス                                                               | 55丁目駅                                      | 55丁目/2番街                                  | 3                                             |                                               |                                               | 4 6 <6> E M 系統の列車（レキシントン・アベニュー-53丁目/51丁目駅）（構想中） M15セレクトバスサービス（南行のみ）                                                                                               |
| タートル・ベイ                                 | バリアフリー・アクセス                                                               | 42丁目駅                                      | 42丁目/2番街                                  | 3                                             |                                               |                                               | 4 5 6 <6> 7 S 系統の列車（グランド・セントラル-42丁目駅）（構想中） メトロノース鉄道グランド・セントラル駅およびロングアイランド鉄道グランド・セントラル・マディソン駅乗換 M15セレクトバスサービス（南行のみ） |
| マーリー・ヒル                                 | バリアフリー・アクセス                                                               | 34丁目駅                                      | 34丁目/2番街                                  | 3                                             |                                               |                                               | M15セレクトバスサービス（南行のみ）、M34/M34Aセレクトバスサービス（イースト川フェリー方面） |
| キップス・ベイ                                 | バリアフリー・アクセス                                                               | 23丁目駅                                      | 23丁目/2番街                                  | 3                                             |                                               |                                               | M15セレクトバスサービス（南行のみ）、M23セレクトバスサービス |
| イースト・ヴィレッジ                           | バリアフリー・アクセス                                                               | 14丁目駅                                      | 14丁目/2番街                                  | 3                                             |                                               |                                               | L 系統の列車（3番街駅）（構想中） M15セレクトバスサービス（南行のみ） |
| イースト・ヴィレッジ                           | バリアフリー・アクセス                                                               | ハウストン・ストリート駅                      | ハウストン・ストリート・3丁目/2番街           | 3                                             |                                               |                                               | F <F> 系統の列車（2番街駅）（構想中） M15セレクトバスサービス（南行のみ） 第3段階におけるT系統南側終点 |
| チャイナタウン                                 | バリアフリー・アクセス                                                               | グランド・ストリート駅                        | グランド・ストリート/クリスティー・ストリート | 4                                             |                                               |                                               | B D 系統の列車（グランド・ストリート駅） |
| チャイナタウン                                 | バリアフリー・アクセス                                                               | チャタム・スクエア駅                          | イースト・ブロードウェイ/バワリー             | 4                                             |                                               |                                               | ワース・ストリート |
| フィナンシャル・ディストリクト                 | バリアフリー・アクセス                                                               | シーポート駅                                  | フルトン・ストリート/ウォーター・ストリート   | 4                                             |                                               |                                               | M15セレクトバスサービス（フルトン・ストリート） |
| フィナンシャル・ディストリクト                 | バリアフリー・アクセス                                                               | ハノーバー・スクエア駅                        | ウィリアム・ストリート/ウォーター・ストリート | 4                                             |                                               |                                               | M15セレクトバスサービス（オールド・スリップ） 第4段階のT系統の南側終点 |
| ブルックリン区への延長準備                     |                                                                                      |                                               |                                               |                                               |                                               |                                               | |